# Uniformologie
L’uniformologie est un domaine de recherches historiques qui étudie les uniformes et effets militaires à travers les âges et les civilisations. Il a pour principaux sujets d'étude les effets vestimentaires, chaussures et coiffures militaires, l'équipement individuel, les insignes d'unités et de grades ou encore les décorations militaires mais se consacre également à celle des uniformes d'institutions civiles ou para-militaires (police, pompiers, chemins de fer, etc.). 

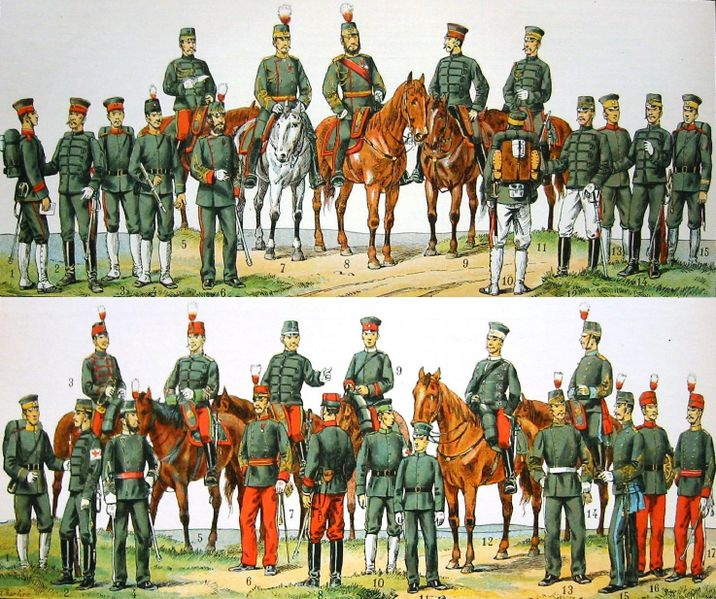
Planche représentant les uniformes de l'armée japonaise.

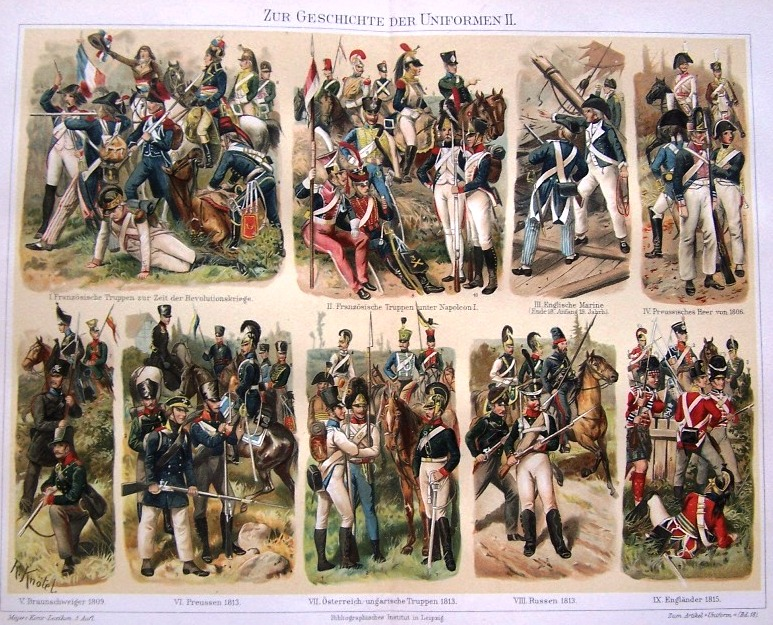

Cette étude englobe aussi les tenues et l'équipement portés par les combattants des civilisations antiques ou le vêtement, les ornements guerriers ou les peintures et tatouages de guerre de combattants indigènes rencontrés au cours des guerres coloniales.
Sa démarche est assez proche de celle de l'héraldique. Les premiers matériaux d'étude de l'uniformologie sont bien entendu les pièces « archéologiques » et les « antiquités », ces termes ne s'appliquant pas restrictivement ici aux seules pièces de fouilles mais à tout objet militaire ancien retrouvé ou conservé par des collectionneurs privés ou des musées, voire stockés par une force armée dans ses arsenaux et dépôts. Les illustrations d'époque constituent une précieuse source d'informations iconographiques que viennent compléter les chroniques, mémoires ou récits. L'invention de l'intendance et de son administration (au XVIIIe siècle pour les armées européennes), puis celle de la photographie ont aussi permis la constitution d'un ensemble d'archives très précieuses dans ce domaine de recherche.
Même s'il y eut bien avant cela déjà un certain goût pour l'iconographie militaire (voir les livres d'heures médiévaux ou les cahiers napoléoniens illustrés du Bourgeois de Hambourg), ce n'est que dans la seconde moitié du XIXe siècle que l'engouement pour l'étude des uniformes (anciens ou « contemporains ») débuta réellement, dans la foulée de la rétro-mania[Quoi ?] médiévaliste lancée par Viollet-le-Duc. Les premiers ouvrages dans ce domaine sont d'ailleurs assez proches dans leur style et leur présentation (albums illustrés) du travail du grand illustrateur français du Moyen Âge.
Cet engouement n'était pas totalement innocent sur le plan politique puisque l'uniformologie était aussi un moyen d'exalter les sentiments patriotiques. Les débuts de l'uniformologie française — en particulier napoléonienne — après la défaite de 1871 est à cet égard symptomatique. L'on vit ainsi se multiplier les séries de chromos, les successeurs de l'image d'Épinal — certains d'une grande rigueur historique — à l'usage éducatif et patriotique de la jeunesse. Ces pièces, qui n'étaient littéralement au départ qu'un « jeu d'enfant », sont depuis devenues des collectors pour les passionnés.

## Les précurseurs  (du Moyen Âge à la Révolution française)

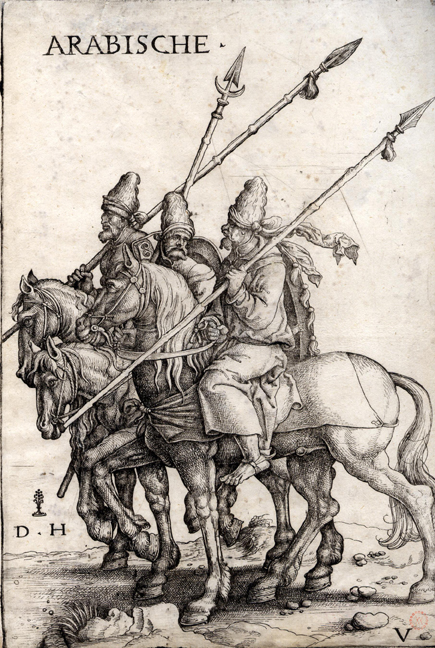
Drei arabische Lanzenreiter — gravure de Daniel Hopfer (ca.1470-1536)

### Les Livres d'heures du Moyen Âge
Le Livre d'heures est un livre de prières illustré à l’usage des fidèles laïques, objet marquant la condition sociale tout autant que la dévotion de son propriétaire. Unique et personnalisé, c'est tout autant un objet dévotionnel, très répandu dans les pays de l’Europe septentrionale à partir du XIIIe siècle et jusqu’à l’époque moderne (mais plus rare dans les pays de l’Europe méridionale), qu'un signe extérieur de richesse sans réelle prétention littéraire ou culturelle. Les grands seigneurs de guerre du Moyen Âge en firent volontiers un instrument de propagande de leur propre gloire en les rehaussant d'armoiries et d'enluminures les représentant en armes dans une scène biblique « historique » (le siège de Jéricho par exemple). C'est notamment le cas du plus emblématique de ces ouvrages, Les Très Riches Heures du duc de Berry. Avec l'invention de l'imprimerie et les perfectionnements techniques de la xylographie, le livre devenait ainsi, mais sans aucune prétention à ce titre, une vecteur de l'uniformologie du Moyen Âge et de la Renaissance.

### Les premiers essais d'uniformologie raisonnée à la fin duXVIIIesiècleet au début duXIXesiècle
La Révolution française de 1789 fut à l'origine d'un embrasement quasi planétaire qui pourrait véritablement être considéré comme la « Première Guerre mondiale » bien avant celle de 1914. Ce conflit et les guerres napoléoniennes qui lui succédèrent suscitèrent les premières publications uniformologiques, précurseurs des recognition books contemporains, c'est-à-dire des manuels ou albums des uniformes des différents belligérants destinés à en faciliter l'identification. L'uniformologie n'étant pas encore une « science exacte », une certaine fantaisie « exotique » caractérise souvent ces premiers ouvrages, à la manière des images d'Épinal qui leur sont d'ailleurs contemporaines et qui abordèrent elles aussi les sujets uniformologiques républicains et napoléoniens. Parmi ces premiers recueils — parfois anonymes et presque exclusivement d'origine allemande — figurent :
- le Manuscrit du Bourgeois de Hambourg[note 1];
- le Manuscrit Weiland (titre original : Characteristische Darstellung der K.K. Französichen armee und ihrer Allieerten in Jahre 1807). Carl Friedrich Weiland, officier de l'armée wurtembergeoise, passa au service du royaume de Prusse en qualité de lieutenant d'artillerie. Il démissionna de son poste après le désastre militaire de Iéna. Il est l'auteur d'une suite naïve, mais très documentée, sur les uniformes de l'armée française et de ses alliés en 1806-1807 ;
- le Manuscrit de Zimmerman (1807-1808)[note 2].

Une série d'illustrations attribuée au Néerlandais C.R. Coopman était déjà parue en 1787 pendant la guerre des Patriotes aux Provinces-Unies, qui à l'époque englobaient les actuels Pays-Bas et Belgique.

## Peintres militaires (XIXeet première moitié duXXesiècle)

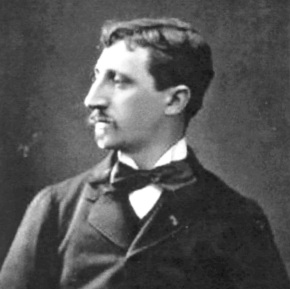
Le peintre français Édouard Detaille.

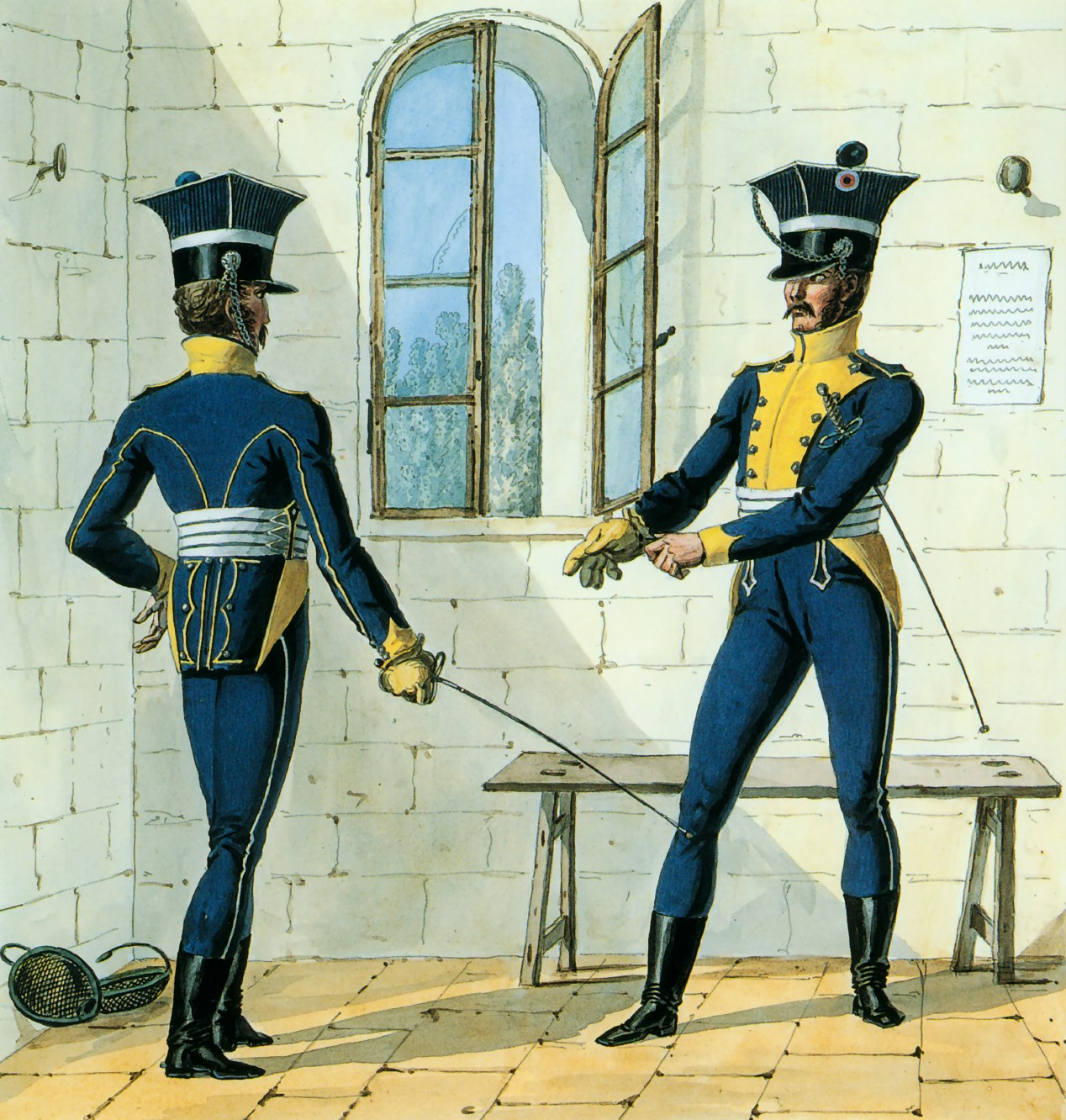
Lanciers polonais du 7e régiment de chevau-légers lanciers. Illustration de Carle Vernet pour le Règlement de 1812 des uniformes de l'Armée impériale.

La peinture militaire est une peinture de genre qui appartient au domaine de la peinture historique. Jusqu'à la fin du XVIIe siècle, elle ne constituait pas particulièrement un genre de peinture démarqué, le thème militaire n'étant évoqué que dans des tableaux de commande des souverains, œuvres réalisées à leur gloire.

### France
C'est le consul Napoléon Bonaparte qui, en France, lance véritablement le genre — pour les mêmes motifs — à l'issue de ses campagnes d'Italie et d'Égypte, Antoine-Jean Gros étant le peintre officiel des scènes de bataille du Consulat puis du Premier Empire. Carle Vernet, autre peintre de bataille de l'époque, illustre les planches du Règlement de 1812 des uniformes de l'Armée impériale. Par la suite, la peinture militaire française est dominée par les noms d'Horace Vernet sous la Monarchie de juillet et de Jean-Louis-Ernest Meissonier sous le Second Empire. Alphonse de Neuville (1836-1885), peintre des défaites de la guerre de 1870, mais aussi Jean-Charles Langlois et Édouard Detaille introduisent l'uniformologie dans la peinture, par leur souci du détail rigoureux et l'abandon des grandes fresques pour des scènes de détail retraçant des incidents de la bataille.

## Précis, manuels et albums d'uniformologie (seconde moitié duXIXe–XXesiècle)

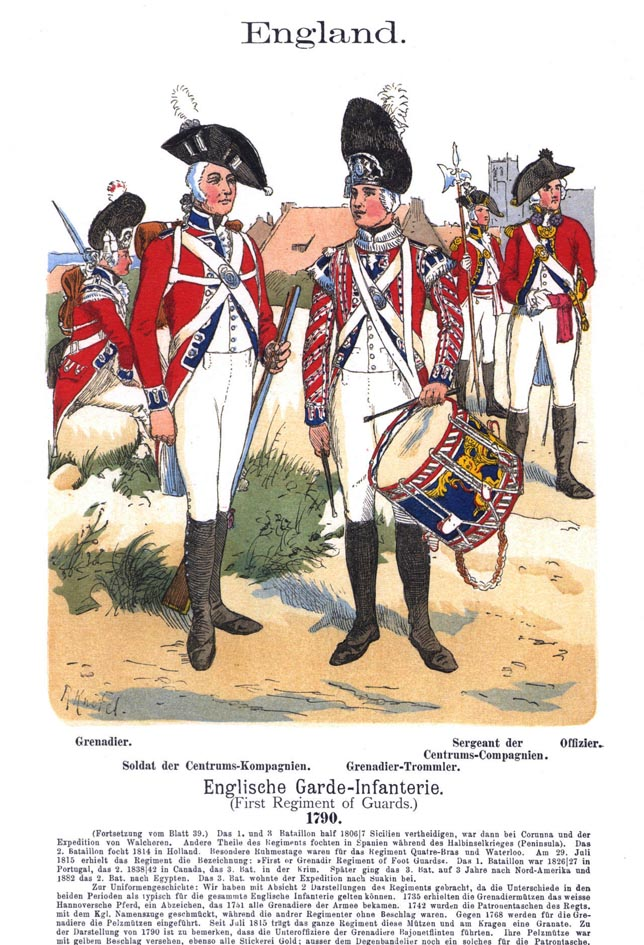
Une illustration de Richard Knötel, le père de l'uniformologie moderne.

Richard Knötel peut sans conteste être considéré comme le père de l'uniformologie puisqu'il est l'un des  tout  premiers à avoir publié des ouvrages illustrés spécifiquement consacrés à ce domaine de la recherche historique, à la suite de ses propres travaux « archéologiques » menés avec la plus grande rigueur scientifique. Le terme d’uniformologie est lui-même dérivé du titre de ses ouvrages, Uniformenkunde pouvant être littéralement traduit par art/savoir/science des uniformes. Knötel reste encore une référence pour les auteurs et chercheurs du XXIe siècle, les rares erreurs relevées dans ses planches restant marginales et mineures.

### Études uniformologiques en France

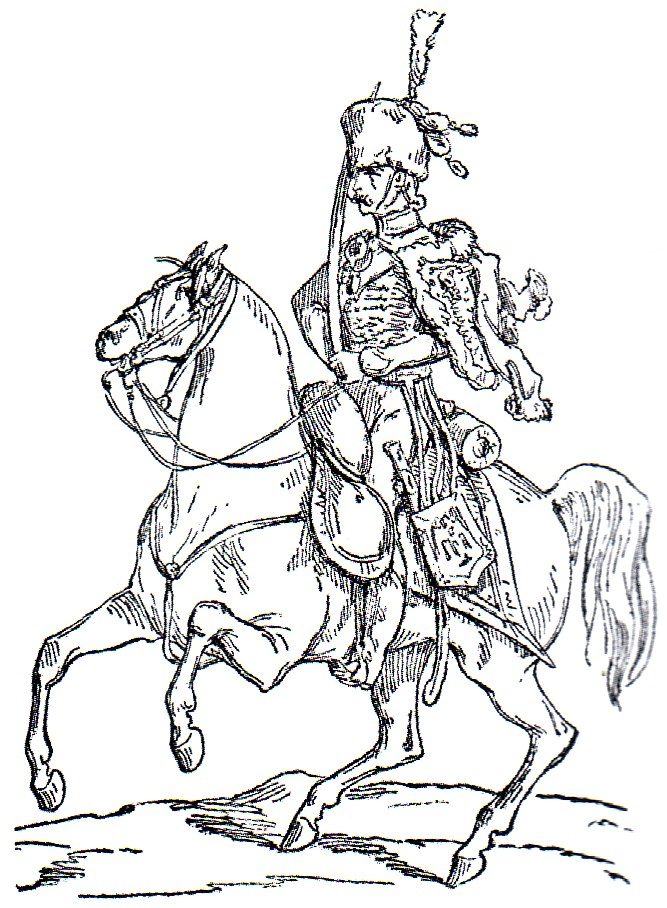
Gravure uniformologique d'Adolphe de Chesnel.

- En France, paraissait dès 1862 le Dictionnaire des armées de terre et de mer, encyclopédie militaire et maritime (2 volumes, 1862-1864) d'Adolphe de Chesnel, ouvrage rehaussé de gravures de très bonne facture qui constituent une des premières tentatives d'étude uniformologie en France avec les lithographies de son contemporain Hippolyte Bellangé.

Parmi les grandes figures de l'uniformologie en France, on peut encore citer :
- l'illustrateur Job ;
- le lieutenant-colonel V. Belhomme, avec son Histoire de l'Infanterie en France (5 volumes ; Paris, 1893-1902) ;
- Louis Fallou, dont l'ouvrage La Garde Impériale 1804-1815, publié pour la première fois en 1901 et riche de plus de 400 illustrations en noir et blanc, reste jusqu'à ce jour une des meilleures études uniformologiques de la Garde impériale du Premier Empire ;
- le commandant Eugène Louis Bucquoy et sa collection de cartes postales, commencée en 1908 et comptant quelque 3 500 figures ;
- Lucien Rousselot (1900-1992), peintre titulaire de l’armée française et illustrateur ;
- Eugène Leliepvre (1908-2013), peintre des Armées et illustrateur.
- le Docteur Constant Lienhart (1850-19..) et René Humbert, qui éditent en 1897 chez Ruhl, "Les Uniformes de l'armée française depuis 1690 jusqu'à nos jours."

### Études uniformologiques en Europe

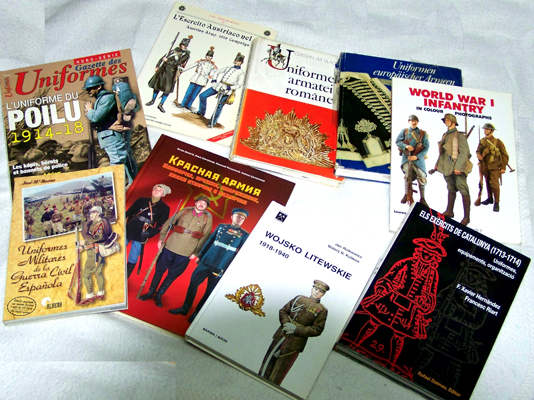

- En Italie, Quinto Cenni (1845-1917) publie de très nombreuses planches sur les armées de son pays.

Parmi les élèves, héritiers spirituels et successeurs européens des pionniers pré-cités, on pourra encore évoquer :
- Herbert Knötel (1893-1963), fils de Richard Knötel, qui poursuivit avec succès et talent le travail de son père, en l'assistant d'abord dans son gigantesque travail de recherche avant de devenir à son tour une référence en matière d'illustrations uniformologiques napoléoniennes ;
- les époux belges Liliane et Fred Funcken avec leurs séries d'études :

+ Le Costume et les Armes des soldats de tous les temps (2 tomes),
+ Le Costume et les Armes du Moyen Âge (id.),
+ L'Uniforme et les Armes des soldats de la guerre en dentelle (XVIIIe siècle) (id.),
+ L'Uniforme et les Armes des soldats du Premier Empire (id.),
+ L'Uniforme et les Armes des soldats du XIXe siècle (id.),
+ L'Uniforme et les Armes des soldats de la guerre 1914-1918 (id.),
+ L'Uniforme et les Armes des soldats de la guerre 1940-1945 (3 tomes),
+ L'Uniforme et les Armes des soldats des États-Unis (2 tomes),
ouvrages dans lesquels les auteurs font clairement référence aux  travaux de leurs prédécesseurs cités supra.

## Uniformologie et illustration uniformologique contemporaines

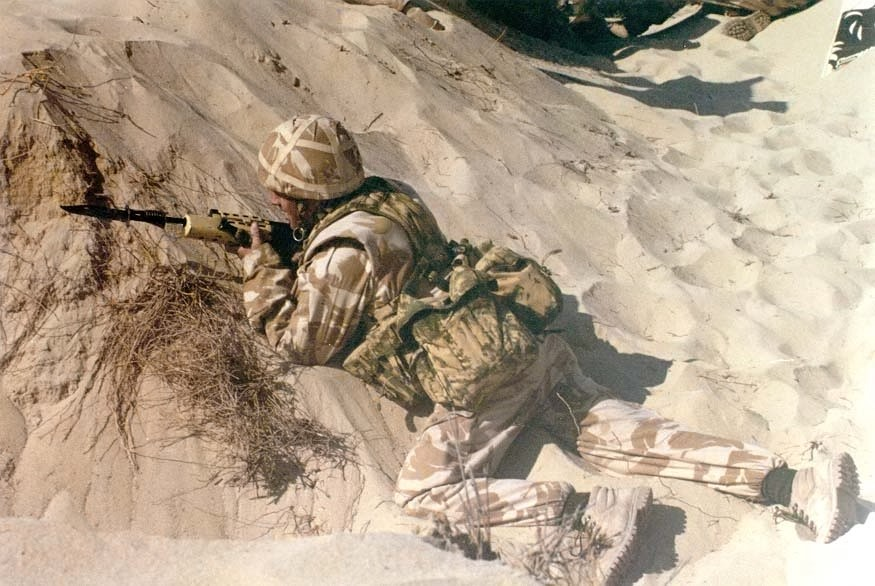
Soldat britannique pendant la première guerre du Golfe (1991). Document photographique officiel du PFC John F. Freund, photographe du XVIII Airborne Corps History Office.

La photographie est devenue le principal instrument de l'illustration uniformologique contemporaine, qu'il s'agisse d'études photographiques détaillées de pièces de collections, d'exploitation d'archives photographiques privées ou publiques ou de reportages de guerre dans les zones d'opérations.
Le travail du correspondant de guerre français Yves Debay, publié notamment dans des revues spécialisées dans le domaine militaire comme Raids ou Assaut, est particulièrement représentatif de cette nouvelle technique iconographique dans le domaine de l'uniformologie.
L'infographie est également devenue un outil pour la réalisation de planches et d'illustrations de facture plus « traditionnelle » dans leur présentation (étude de détails p.ex.).
L'imagerie numérique permet quant à elle des reconstitutions tridimensionnelles à l'instar des mannequins des musées.

## Autres supports de l'illustration uniformologique

### Chromos
Dans les années 1850, la révolution industrielle engendre de nouveaux produits de grande consommation qui font appel à la publicité pour conquérir les marchés naissants. C'est le cas notamment de l'extrait de viande, du lait concentré, du chocolat, de la chicorée, des cigarettes et de beaucoup d'autres.
Confrontés à une forte concurrence, les négociants des grandes villes, essentiellement, distribuent alors des images pour promouvoir leur commerce et essayer de fidéliser leur clientèle. Dès lors, et jusqu'en 1939, la petite image chromolithographiée, différente chaque semaine, attire les parents des enfants désireux d'enrichir l'album réservé à leur précieuse collecte.
Suivant cette ingénieuse idée, les grandes marques de l'époque se lancent à leur tour dans la création et la réalisation de chromos qu'ils glissent dans leurs emballages. Cette pratique se perpétuera jusqu'au début des années 1970 quand la publicité optera pour d'autres techniques de vente. En un siècle, de 1872 à 1975, la compagnie Liebig distribuera ainsi 1 871 séries de six (ou plus) images. Dans les années 1920-1930 les Will's cigarettes au Royaume-Uni distribuent également de très nombreuses séries sur divers thèmes.
Les images de soldats auront tout naturellement un grand succès auprès du jeune public masculin, futur réservoir des forces armées des deux grands conflits mondiaux.
Si la qualité artistique est en général au rendez-vous de ces séries historiques, l'authenticité uniformologique n'est pas toujours le souci majeur. Les plus pertinentes - dont les séries britanniques Will's cigarettes - sont cependant devenues de véritables collectors pour les amateurs d'iconographie uniformologique.

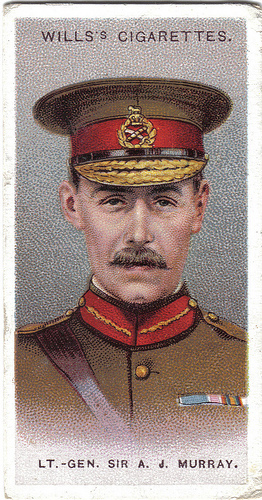
Cigarette card de la marque Wills représentant un officier britannique.
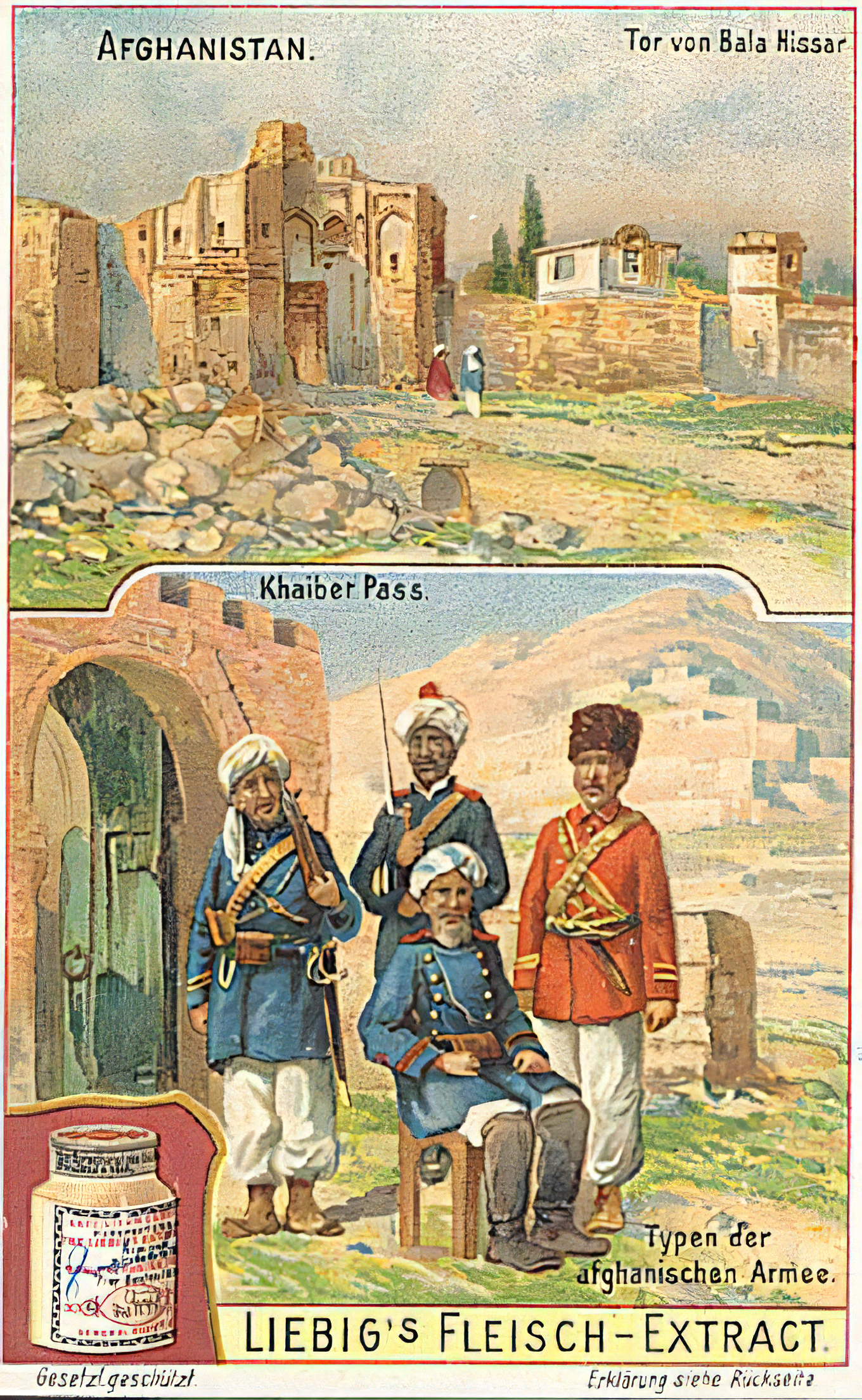
Chromo allemand Liebig illustrant les guerres anglo-afghanes.
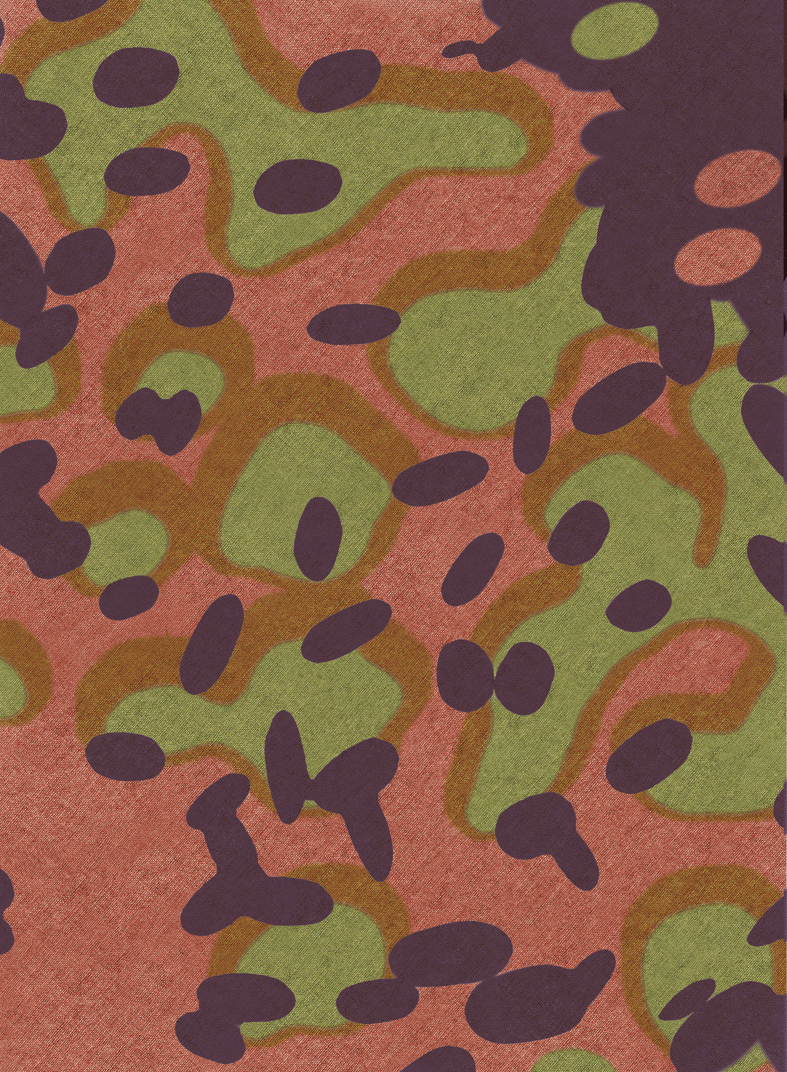
B : motif des tenues illustrées par ce timbre.

### Cartes postales

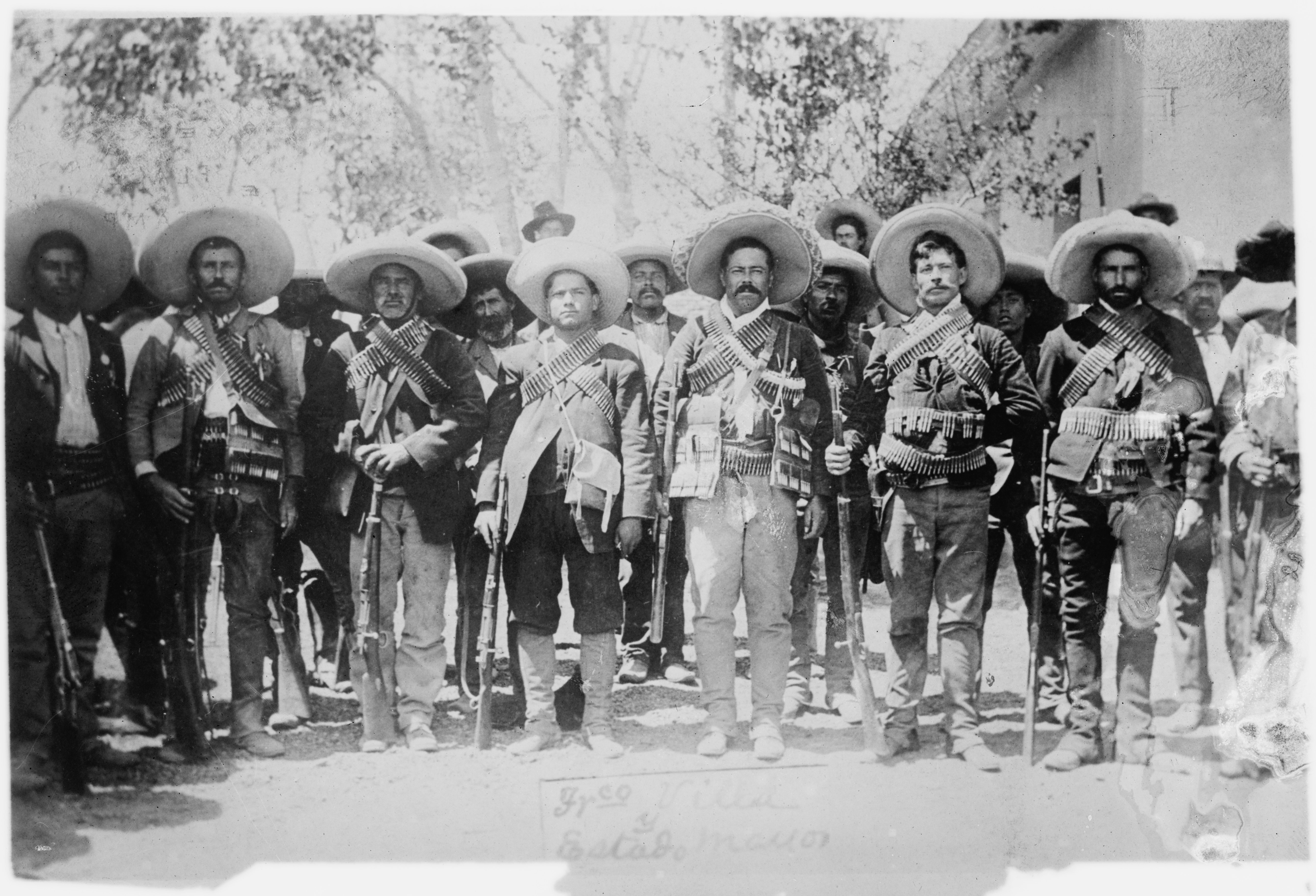
Ancienne carte postale mexicaine, montrant Pancho Villa et son état-major.

La carte postale est un autre support pour l'image uniformologique, particulièrement depuis la Première Guerre mondiale pendant laquelle et après laquelle de nombreuses photographies du front et des combats ont été publiées et diffusées par ce biais. Concurrente du chromo, la carte postale joua également son rôle propagandiste dans ce domaine. En France, Eugène Louis Bucquoy commence, dès 1908, la publication d'une vaste collection thématique de cartes postales uniformologiques sur le Premier Empire.
L'artiste belge James Thiriar réalisa de superbes illustrations des uniformes de l'armée belge qui sont diffusées en carte postale par le musée Royal de l'Armée et de l'Histoire Militaire.

### Timbres
Dans les années 1930, le timbre-poste est devenu un outil de propagande bon marché et jouissant d'une vaste audience, au même titre que les chromos le furent précédemment - et le restent d'ailleurs encore à l'époque. Cette pratique ne se répandit pas seulement dans les régimes totalitaires : le Paraguay et la Bolivie utilisèrent cette « arme psychologique » lors de la guerre du Chaco qui les opposa entre 1932 et 1935. 

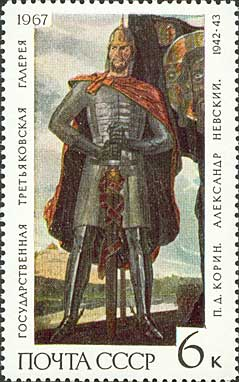
Timbre-poste représentant Alexandre Nevski.

Les représentations d'uniformes nationaux furent l'un des thèmes de cette philatélie propagandiste.
Parmi les pièces de collection les plus remarquables dans le domaine on peut citer :
- une série de quatre timbres australiens (même sujet en couleurs différentes selon la valeur) édité à l'occasion de la levée d'un contingent australien en 1940 (uniformes d'infanterie) ;
- une série de quatorze timbres belges (idem) datée de 1919-1920 représentant le roi Albert Ier en uniforme coiffé du casque Adrian et une autre de huit timbres (id.) datée de 1931-1932 ;
- une autre série belge de deux timbres (id.) représentant la tenue de l'armée belge pendant la campagne de 1940 ;
- une série de deux timbres polonais (id.) de 1937-1939 représentant le maréchal Smigly-Rydz en grande tenue.

À l'heure actuelle, ce sont surtout les commémorations-anniversaires d'évènements historiques (débarquement du 6 juin 1944, etc.) qui sont le prétexte d'émission de séries spéciales de timbres à caractère uniformologique, les techniques modernes d'imprimerie permettant le tirage de séries hautes en couleur :
- deux séries belges en couleurs : une de 1964 représentant des uniformes de la Première Guerre mondiale (50e anniversaire) et une de 1981 un carabinier, un gendarme et un Guide dans leurs uniformes du XIXe siècle (150e anniversaire de l'indépendance belge) ;
- une autre série de 1983 représentant un chasseur à pied, un lancier et un grenadier et qui complète la précédente.

## Trésors uniformologiques et trésors de l'uniformologie
Les illustrations et l'iconographie anciennes de même que des pièces archéologiques exceptionnelles constituent quelques-unes des plus précieuses sources du champ d'étude uniformologique.

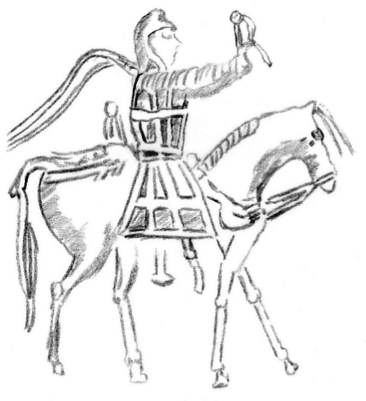
Le roi indo-sace Azes II revêtu de la cataphracte de cavalier cuirassé (croquis d'après une pièce de monnaie du Ier siècle av. J.-C.).
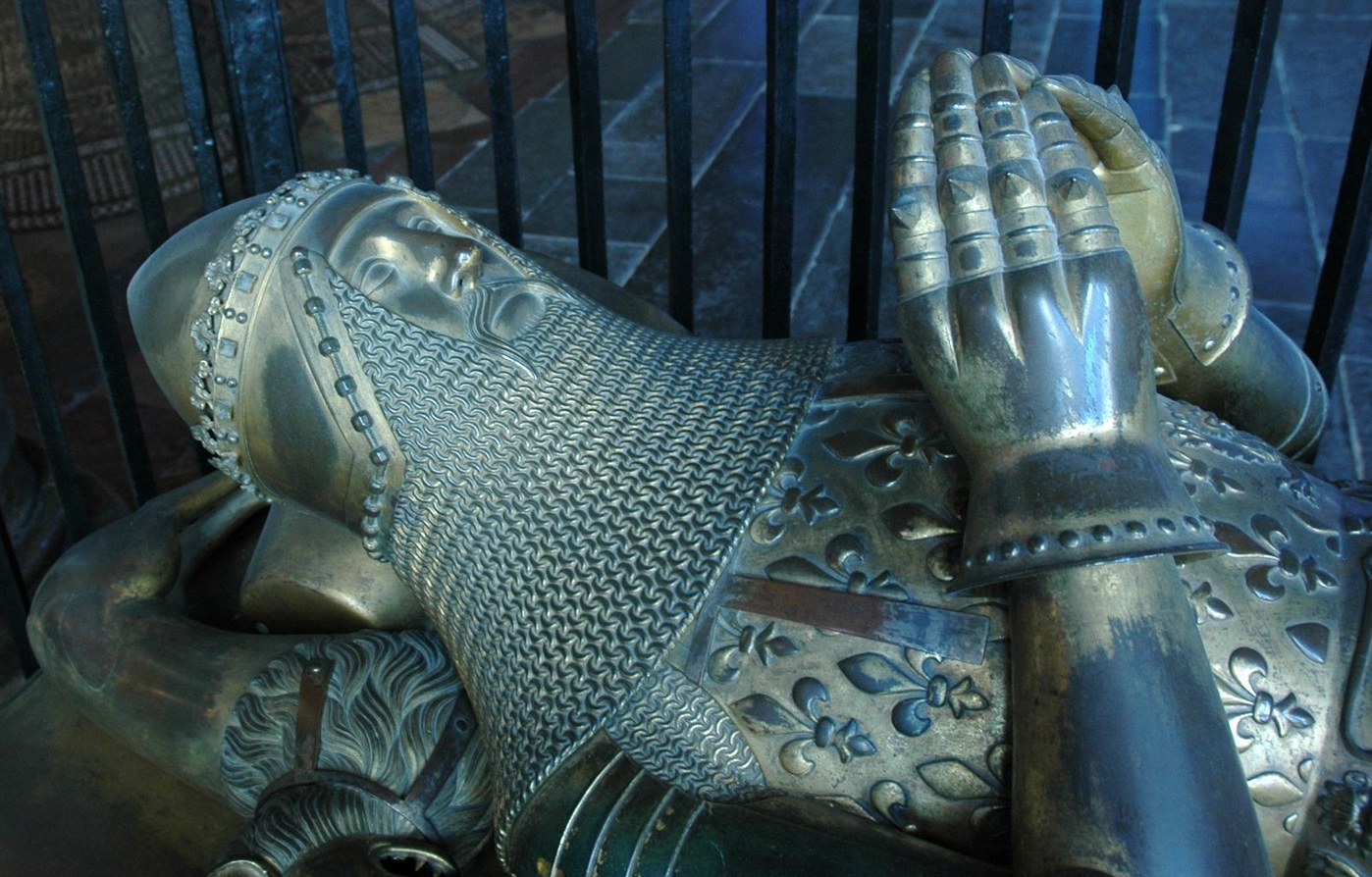
Le gisant d'Edward le Prince Noir offre une remarquable reproduction des armures de la guerre de Cent Ans.
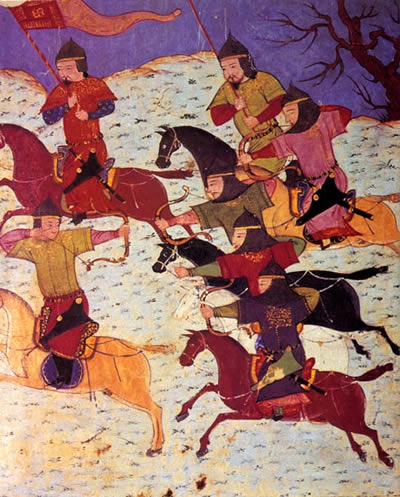
Miniature moghole.
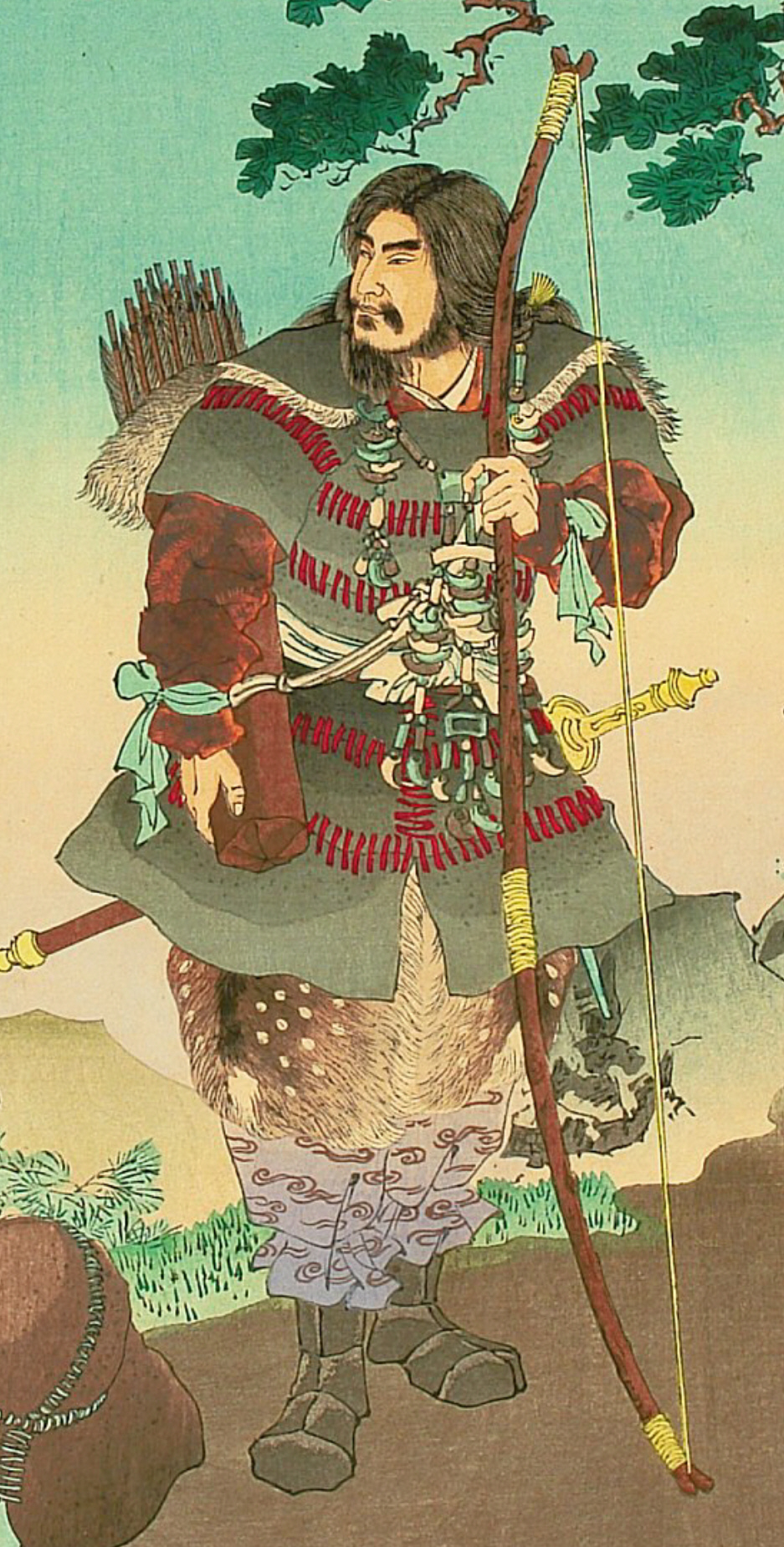
Estampe japonaise de la fin du XIXe siècle représentant un samouraï.

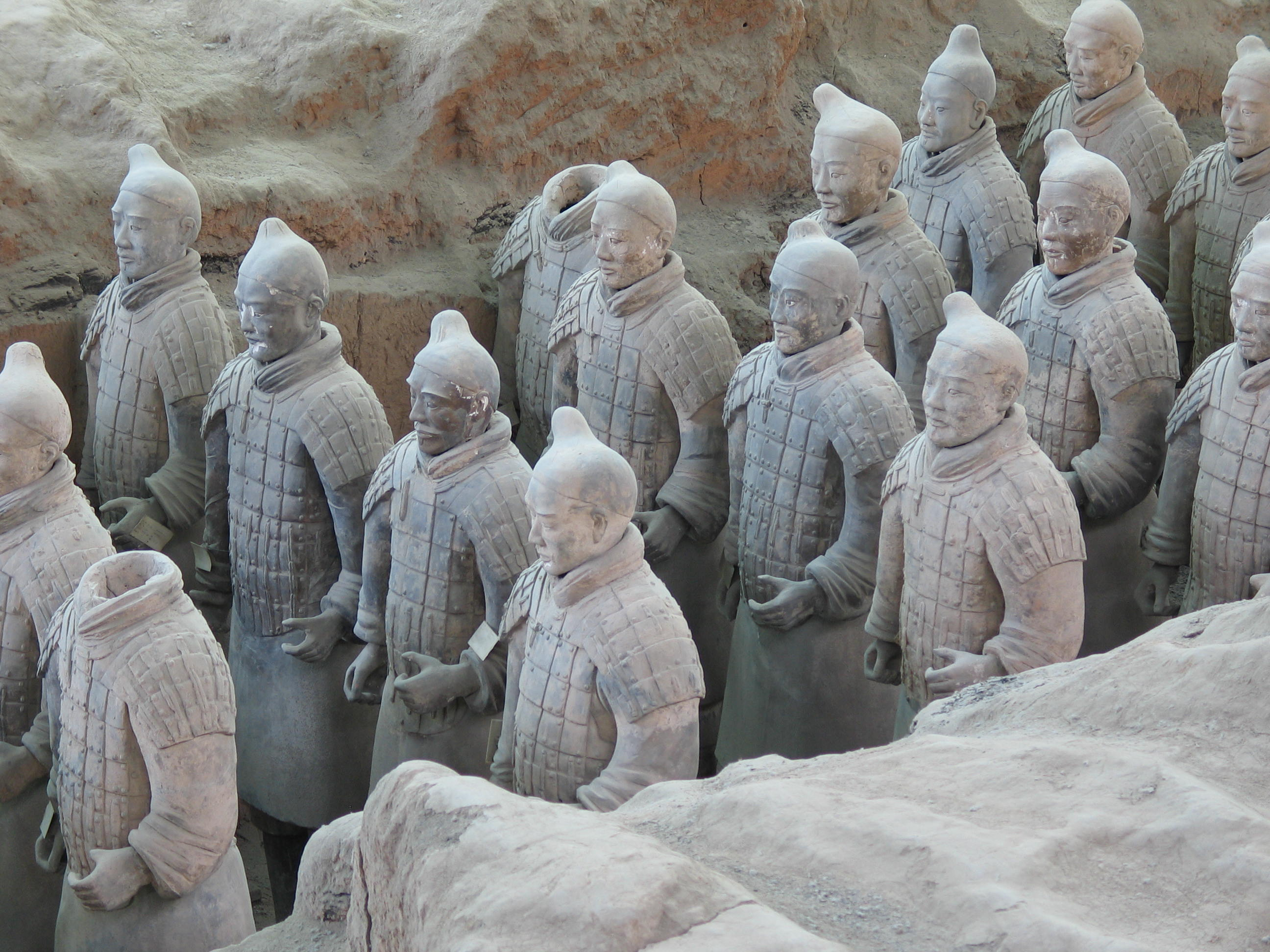
Guerriers de l'Empereur Qin.

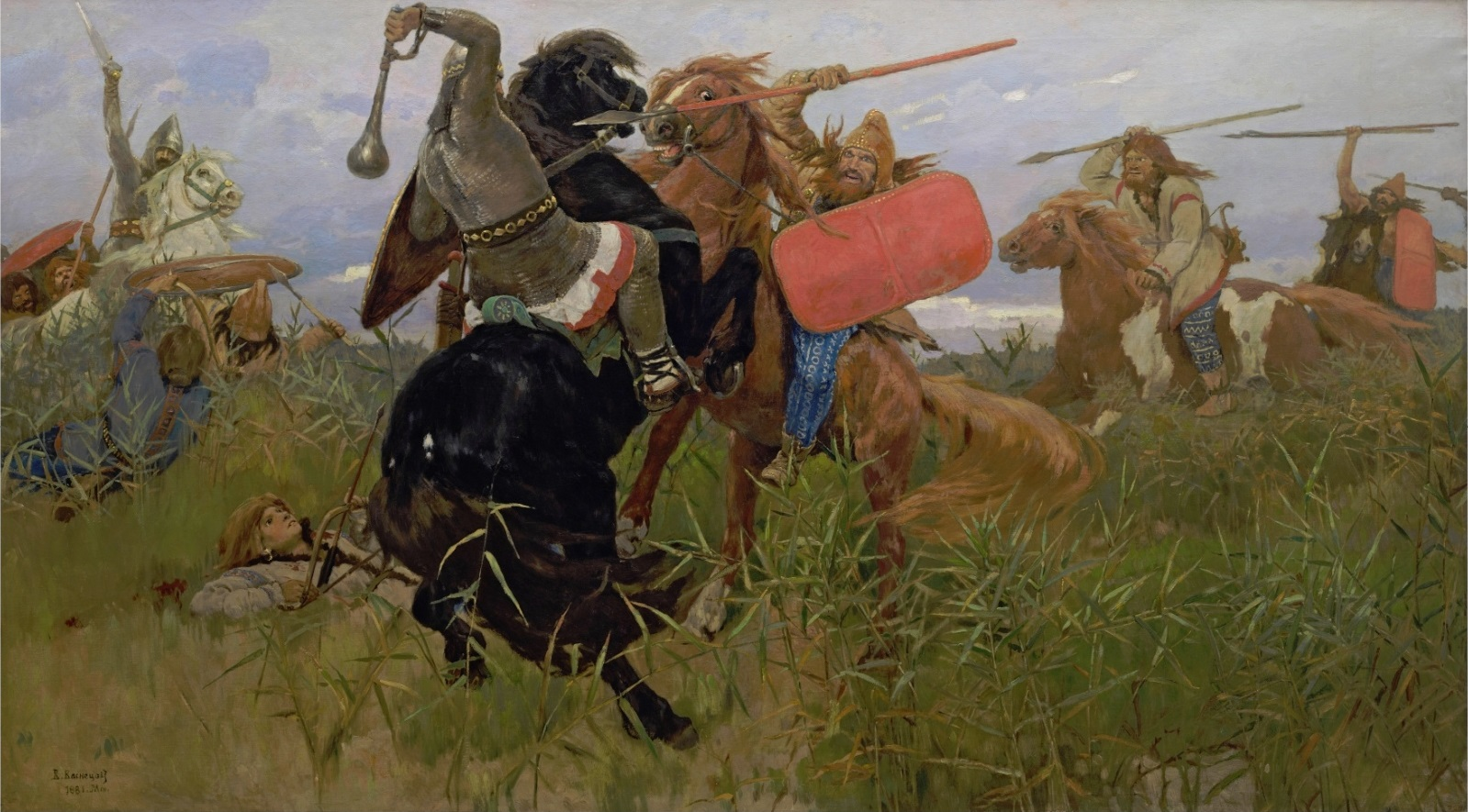
Cavaliers scythes au combat - œuvre du peintre russe Viktor Vasnetsov.

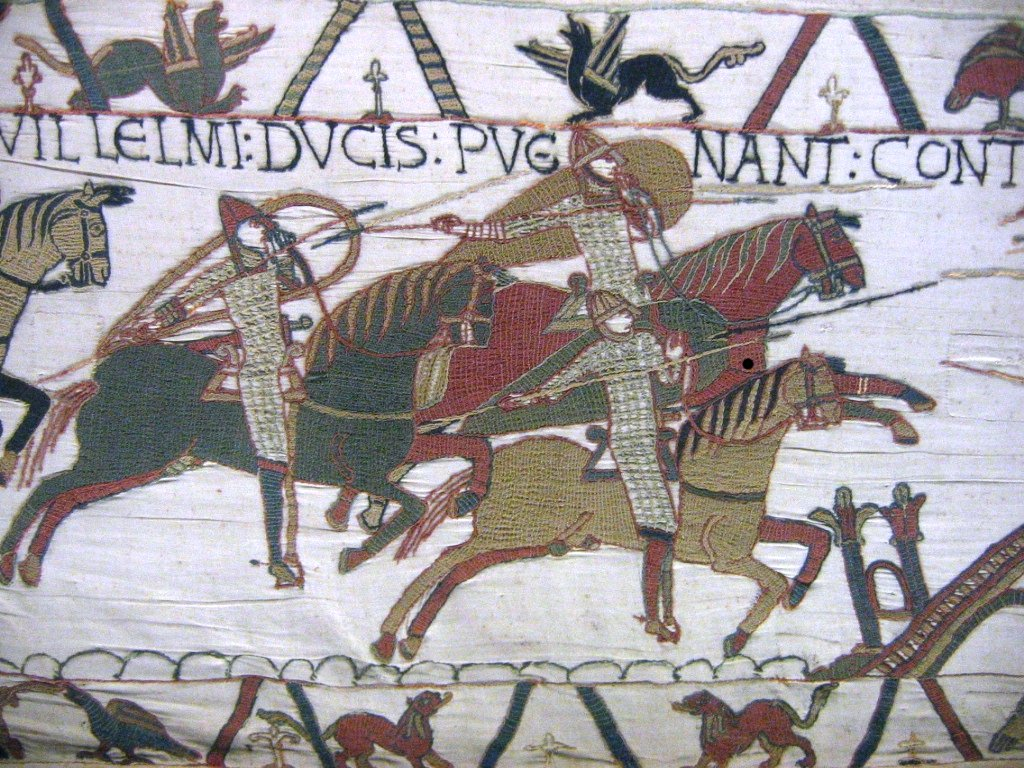
Un extrait de la tapisserie de Bayeux représentant des cavaliers en armes.

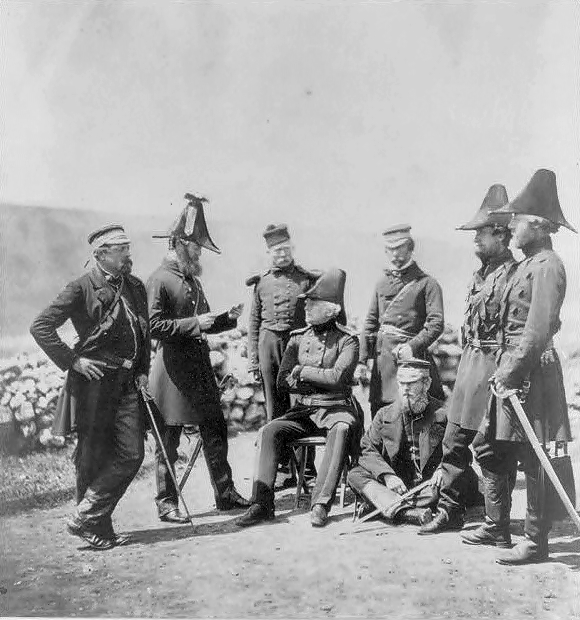
La Guerre de Crimée fut le premier conflit ayant fait l'objet de reportages photographiques. Ici, le gén. Brown et son EM en 1855.

- L'armée enterrée de l'empereur Qin : Ayant déjà fait l'objet d'une description détaillée de l'aspect extérieur du mausolée dès 1914, à l'occasion d'une expédition archéologique, par Victor Segalen, ce mausolée ne commença réellement à faire l'objet de fouilles systématiques qu'au début des années 1970 après la mise au jour d'une première fosse par des paysans qui creusaient un puits. Rapidement, les fouilles ont commencé, et de larges bâtiments ont été édifiés pour les protéger. Depuis cette première découverte accidentelle des fosses, les archéologues en ont mis au jour de nouvelles. L'une d'elles contient des milliers de figurines de guerriers en armures en terre cuite d'une finesse et d'un réalisme incroyables, livrant ainsi une précieuse documentation sur l'uniformologie chinoise antique en remontant aux origines mêmes de l'«empire du Milieu».
- Les tombeaux des héros : Depuis la plus haute Antiquité, sinon depuis la Préhistoire, il est de pratique courante aux quatre coins de la planète que les personnages éminents soient enterrés avec leurs biens les plus précieux et les insignes et attributs de leurs fonctions. Les rois conquérants (cf. supra) et les guerriers les plus valeureux eurent droit à ces égards mortuaires. Ces rites funéraires ont permis, comme avec la tombe de Tout-ankh-amon, la sauvegarde de pièces archéologiques d'inestimable valeur pour l'étude de l'histoire militaire ancienne et donc pour l'uniformologie. Parmi ces sépultures archéologiquement remarquables pour l'historien militaire figurent les Kourganes de la steppe russe, attribués aux peuples cavaliers de la Steppe, dont les Scythes. Les armements et équipements (notamment les harnachements des chevaux) et leurs représentations (figurines et pièces d'orfèvrerie) ont permis de se faire une image extraordinairement précise de ce à quoi ressemblaient ces redoutables guerriers.
- La Tapisserie de Bayeux : Cet extraordinaire « document » peut être considéré comme le premier reportage iconographique d'une campagne militaire de l'histoire européenne. Les représentations des tenues et équipements militaires de l'An Mille y sont d'un remarquable réalisme notamment celles des broignes et cottes de maille.
- Les gisants médiévaux et les enluminures : La statuaire mortuaire représentant princes et chevaliers défunts en armure et les enluminures, malgré leur naïveté et les anachronismes, ont contribué à donner une image très nette de la guerre médiévale tout autant que les nombreuses pièces « archéologiques » (voir la galerie médiévale du musée Royal de l'Armée et de l'Histoire Militaire (MRA) à Bruxelles).
- Les miniatures mogholes : la production de miniatures indiennes s'étend sur plus de trois siècles, de la conquête moghole à celle des Britanniques (XVIe-XIXe siècles). Les plus anciennes miniatures mogholes illustraient des manuscrits, à la manière des enluminures européennes, tandis que d'autres étaient réunies en album. Les Moghols étant avant tout un peuple guerrier, les sujets les plus fréquents sont les scènes de chasse, les portraits de dignitaires, les scènes historiques, même si une large proportion de ces œuvres est aussi consacrée à des thèmes religieux ou à des scènes galantes ou courtoises. Avant cette période, la conquête musulmane avait aussi permis l'introduction de ce genre d'illustrations des manuscrits. Compte tenu de la période historique ainsi couverte, les historiens militaires ont ainsi pu reconstituer de manière précise l'apparence des combattants indiens au fil des siècles[note 3].
- Les estampes japonaises : voir le site de la BNF : L'estampe japonaise ainsi que Histoire de l'Estampe japonaise ;
- L'invention de la photographie : Les premiers reportages de guerre furent réalisés en Crimée pendant le conflit qui opposa la Russie tsariste à la coalition franco-britanno-italo-turque. Pendant la décennie suivante, la guerre de Sécession devint le premier conflit largement médiatisé par l'image. Cette pratique journalistique se propagea dès lors largement, photographies et daguerréotypes côtoyant dans la grande presse les gravures encore très en usage. Ces dernières finirent par céder totalement le pas aux photographies pendant la Première Guerre mondiale.
- Les pièces de monnaie anciennes constituent une autre source indirecte de documentation uniformologique.

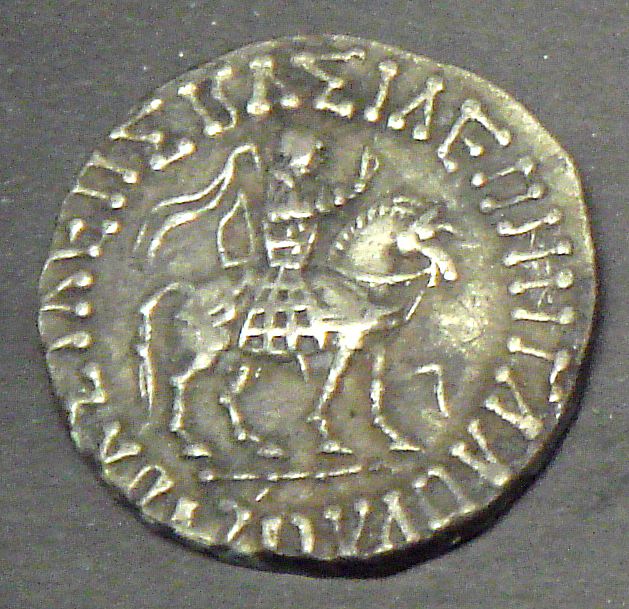
Pièce antique représentant Azes II.
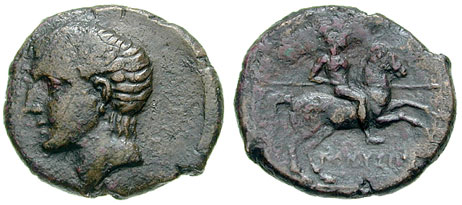
Ancienne pièce grecque représentant un cavalier en armes.
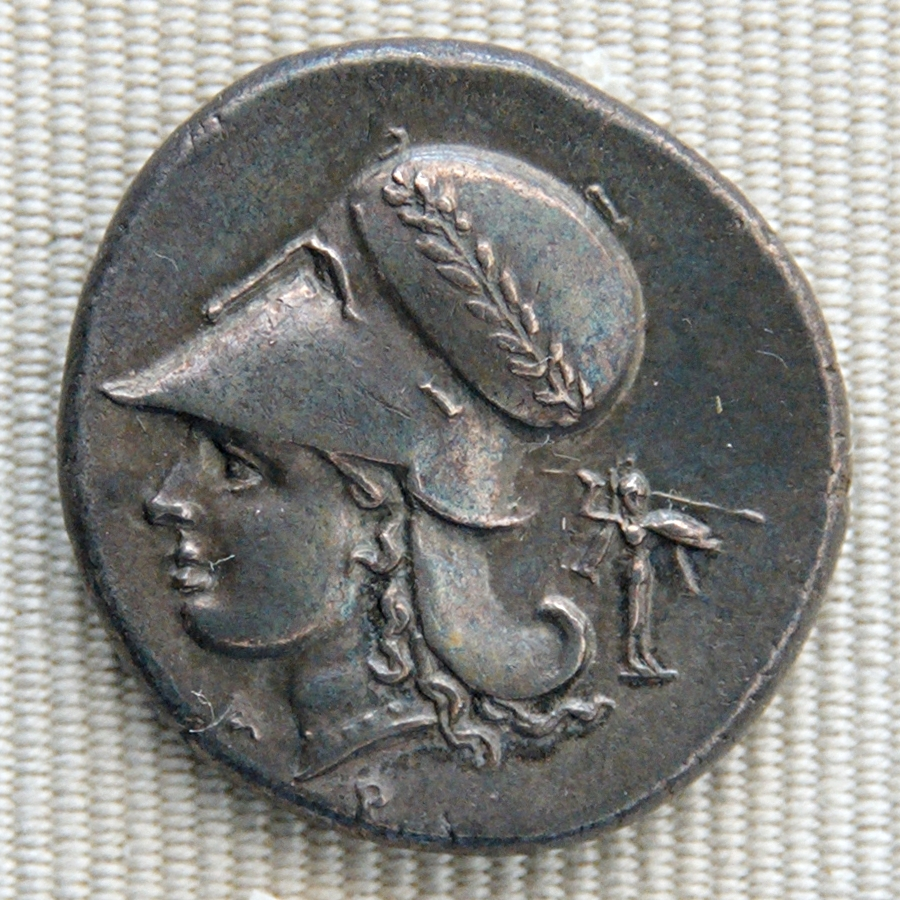
Ancienne pièce corinthienne représentant l'équipement traditionnel de l'hoplite.
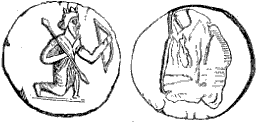
Pièce médo-perse du règne de Cambyse II représentant un archer.

## Les acteurs du champ d'études historiques
Les acteurs de ce champ d'étude particulier sont aussi bien des institutions publiques comme les musées ou les académies militaires et les services d'archives publiques que de simples particuliers collectionneurs, membres de groupes de reconstitution historique, bibliophiles ou figurinistes.

## La reconstitution historique

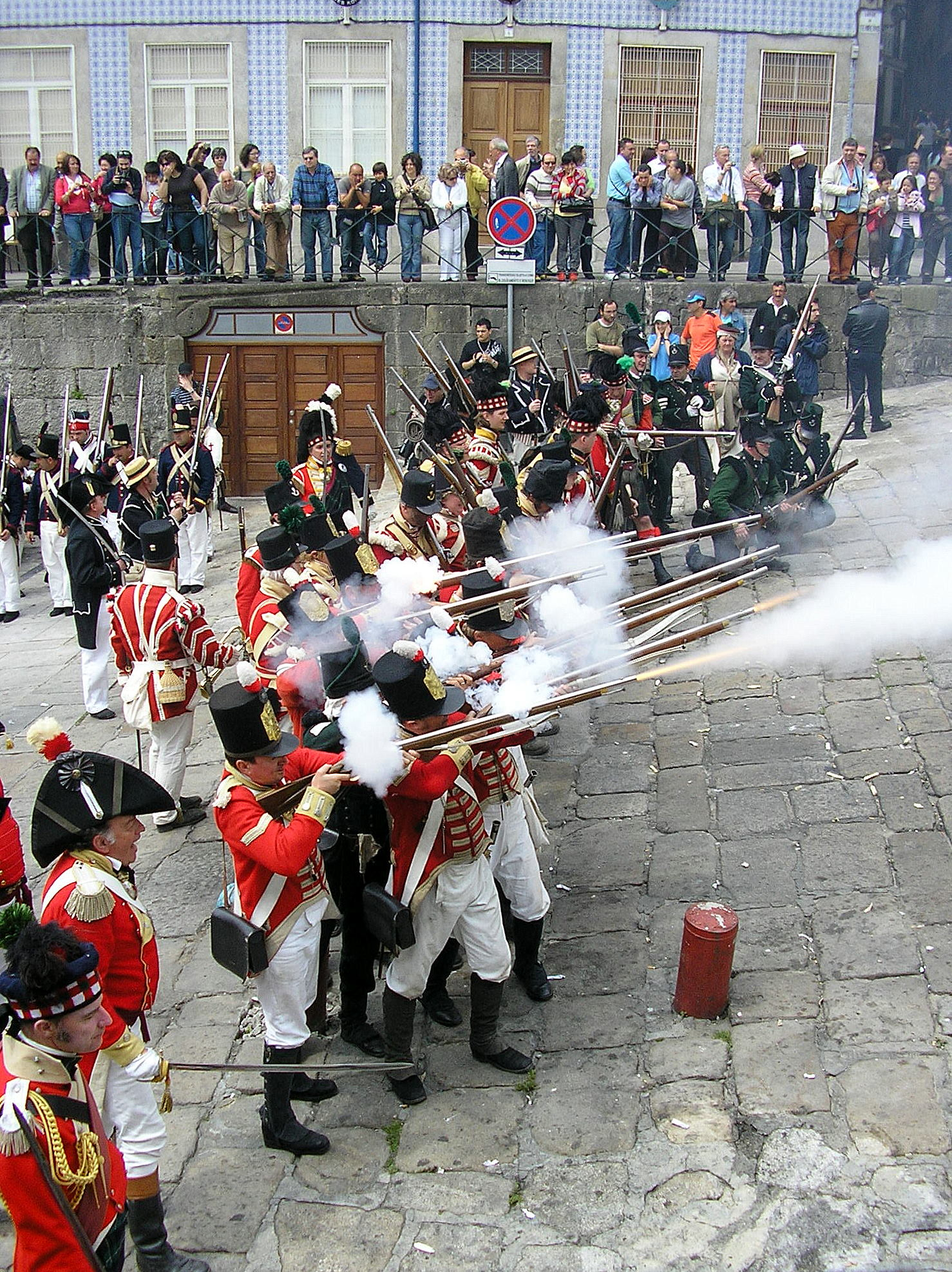
Reconstitution de la bataille de Porto (1809) à l'occasion de son bicentenaire.

La reconstitution historique (reenactment en anglais) est une activité qui relève du hobby et qui vise à reproduire l'image d'une époque historique par le travestissement des acteurs et figurants de ces mises en scène.
La reconstitution historique n'est toutefois pas une invention récente. Les Romains se livraient déjà à ce genre de spectacle dans les arènes du cirque.
Une des toutes premières activités du genre fut la « Grande Réunion de 1913 » qui rassembla sur le champ de bataille de Gettysburg plus de 50 000 vétérans, confédérés et nordistes confondus, de la guerre de Sécession du 25 juin au 4 juillet (commémoration de l’Independance Day) 1913. À cette occasion, les vétérans ressortirent leurs vieux uniformes « gris » et« bleus ».
Les groupes d’histoire vivante, en dehors de leurs propres évènements, sont très souvent sollicités pour animer des fêtes de commémoration historique. C'est particulièrement le cas pour ces deux grands évènements de l'histoire militaire européenne que furent la bataille de Waterloo en 1815 et le débarquement de Normandie le 6 juin 1944.

## Le Militaria

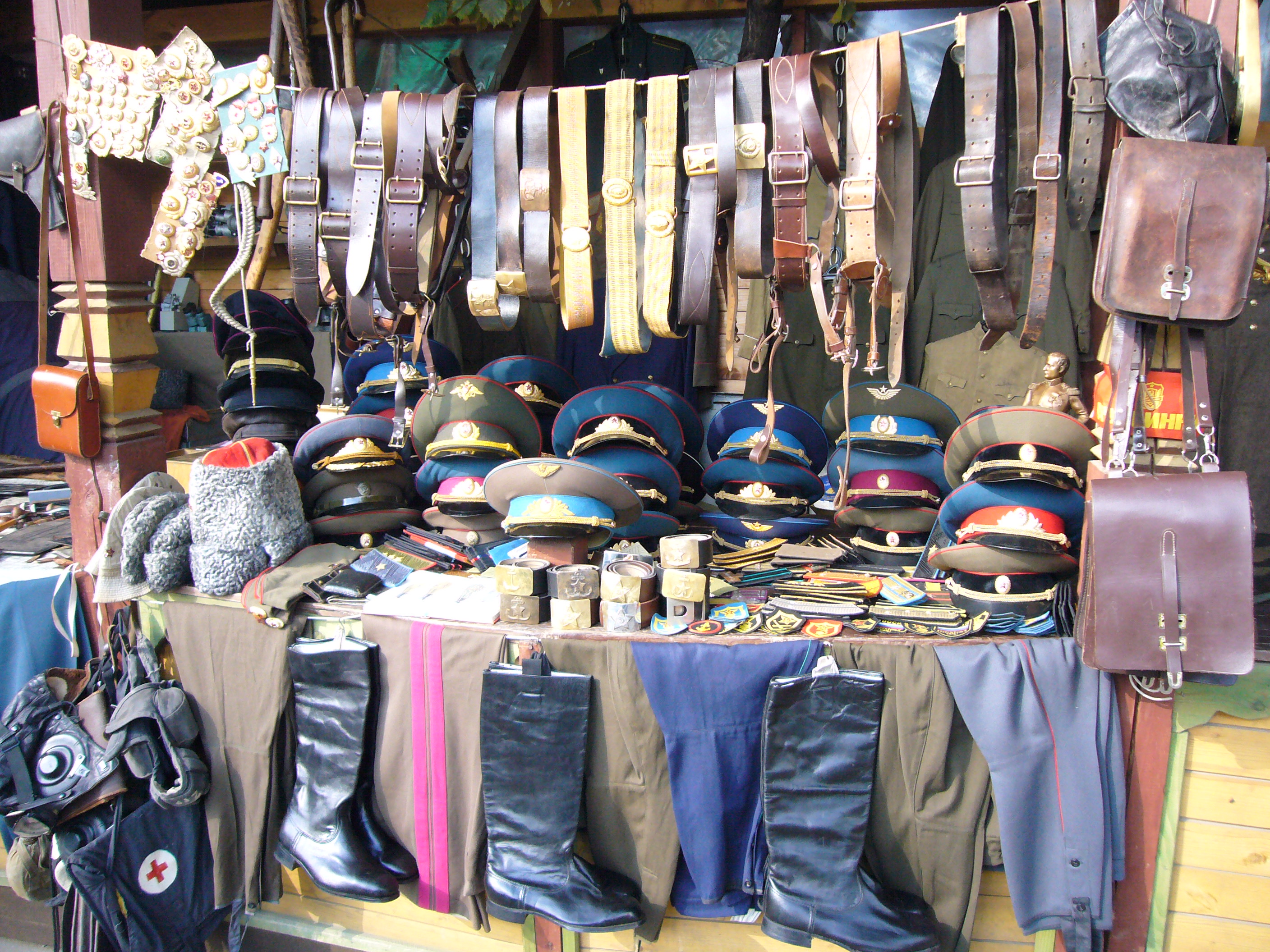

Le Militaria, dans le vaste univers des collectionneurs, désigne la branche consacrée à la collection d'antiquités militaires. De simple collecte de reliques et souvenirs familiaux, pratique née après la Première Guerre mondiale souvent à la mémoire d'un parent disparu au combat, cette collection - qui prend l'aspect d'une quête chez les plus passionnés - est devenue une véritable activité culturelle collective, avec ses clubs, manifestations, magasins spécialisés, publications spécialisées, rassemblements et bourses d'échanges au niveau planétaire. Cette activité est fréquemment associée avec la reconstitution historique évoquée plus haut.
Certains collectionneurs sont arrivés au fil des ans à se constituer de véritables musées militaires privés, d'ailleurs parfois accessibles au grand public.

## Uniformologie à l'usage des figurinistes

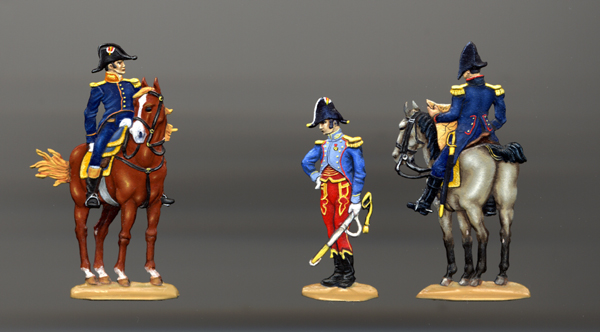
Plats d'étain napoléoniens.

Les collectionneurs de figurines historiques soucieux d'authenticité ont besoin d'une documentation précise, décrivant les uniformes des armées des différentes époques (coupe et couleur des effets, détails des insignes et décorations, etc.), qu'ils souhaitent représenter. Ce souci de rigueur se reflète dans les nombreux articles d'uniformologie publiés dans les revues de modélisme. La revue britannique Military Modelling en est un exemple typique, en ouvrant mensuellement ses pages à des articles uniformologiques traitant fréquemment de points d'histoire parfois très obscurs (uniformes des armées latino-américaines pendant les guerres d'indépendance, uniformes d'unités méconnues engagées dans les grands conflits historiques, etc.).
Les uniformes du Premier Empire ainsi que ceux de la Seconde Guerre mondiale sont des sujets très populaires parmi les figurinistes. Les conflits de l'époque victorienne sont à ajouter à la liste des thèmes préférés des modélistes britanniques.
Avec le développement du figurinisme et de modélisme militaires, l'uniformologie a trouvé un nouveau support par le biais de l'illustration des boîtes de construction ou des planches servant de référentiels pour la peinture des modèles réduits et figurines. Eugène Leliepvre a ainsi réalisé une série d'illustrations en couleurs pour la maison Historex, spécialisée dans la figurine napoléonienne.

## Galerie uniformologique

### Pièces archéologiques et documents anciens

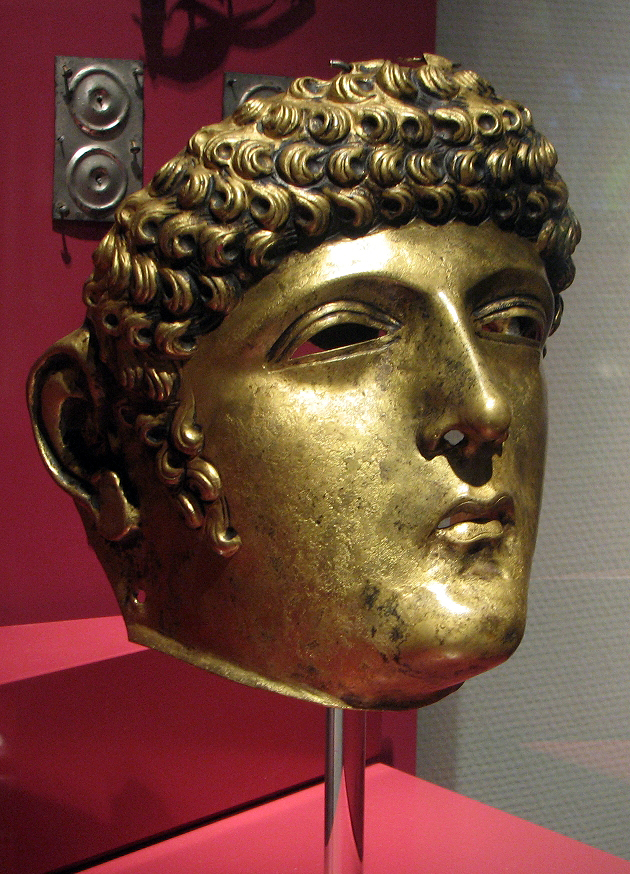
Masque de casque de cavalier romain trouvé aux Pays-Bas.
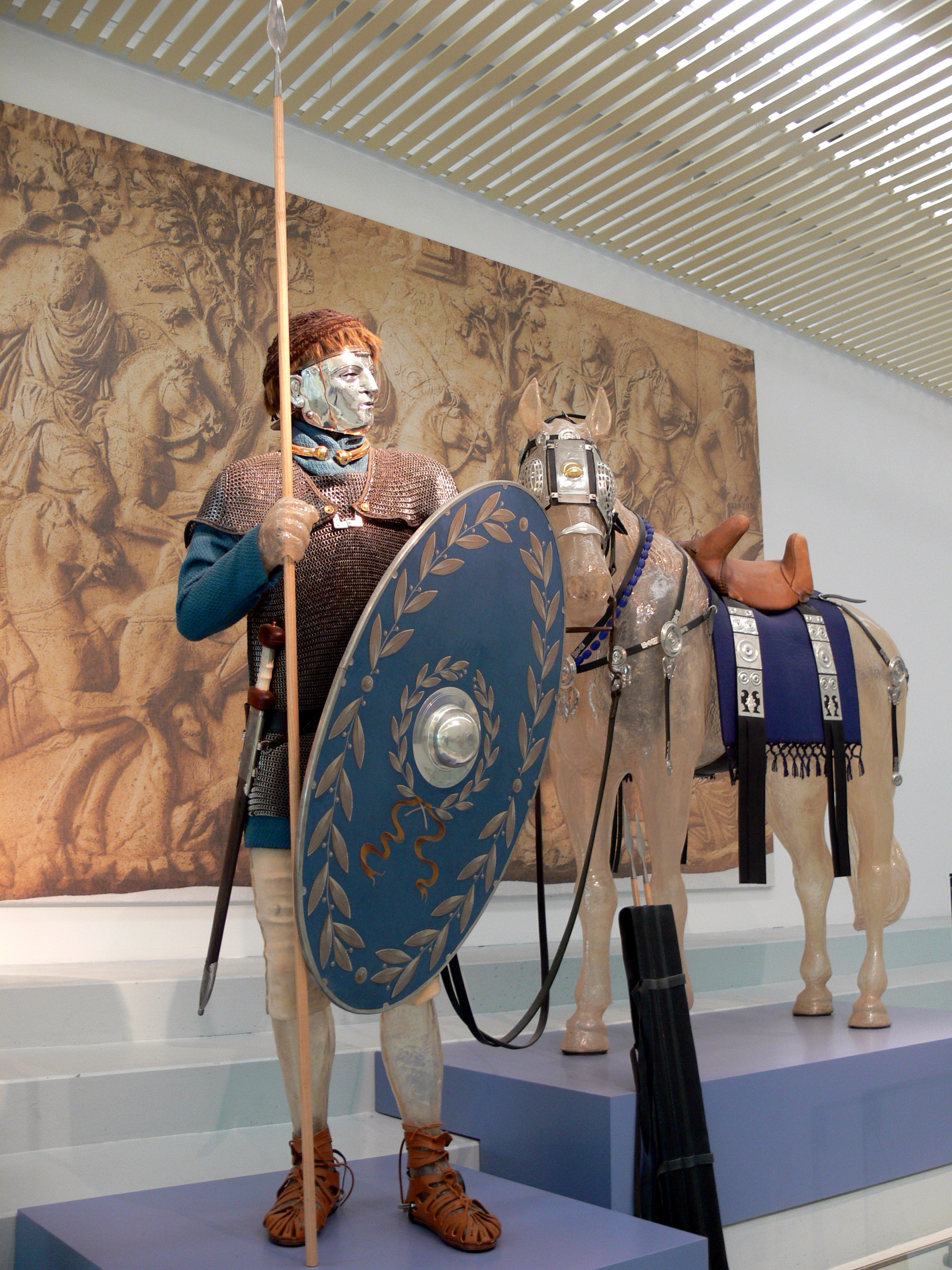
Reconstitution d'un cavalier romain au Musée du Valkhof à Nimègue (Pays-Bas).
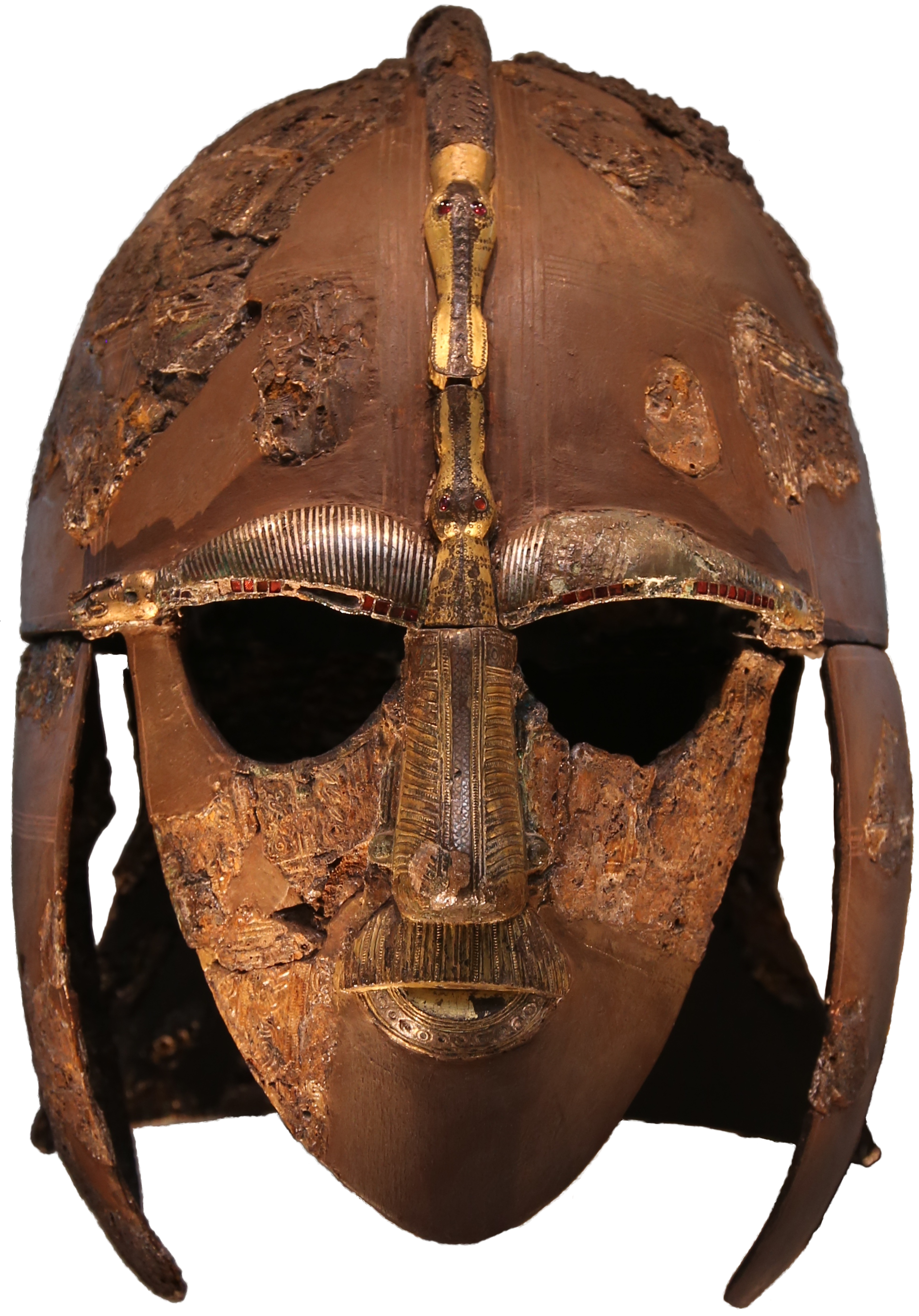
Casque de Sutton Hoo.
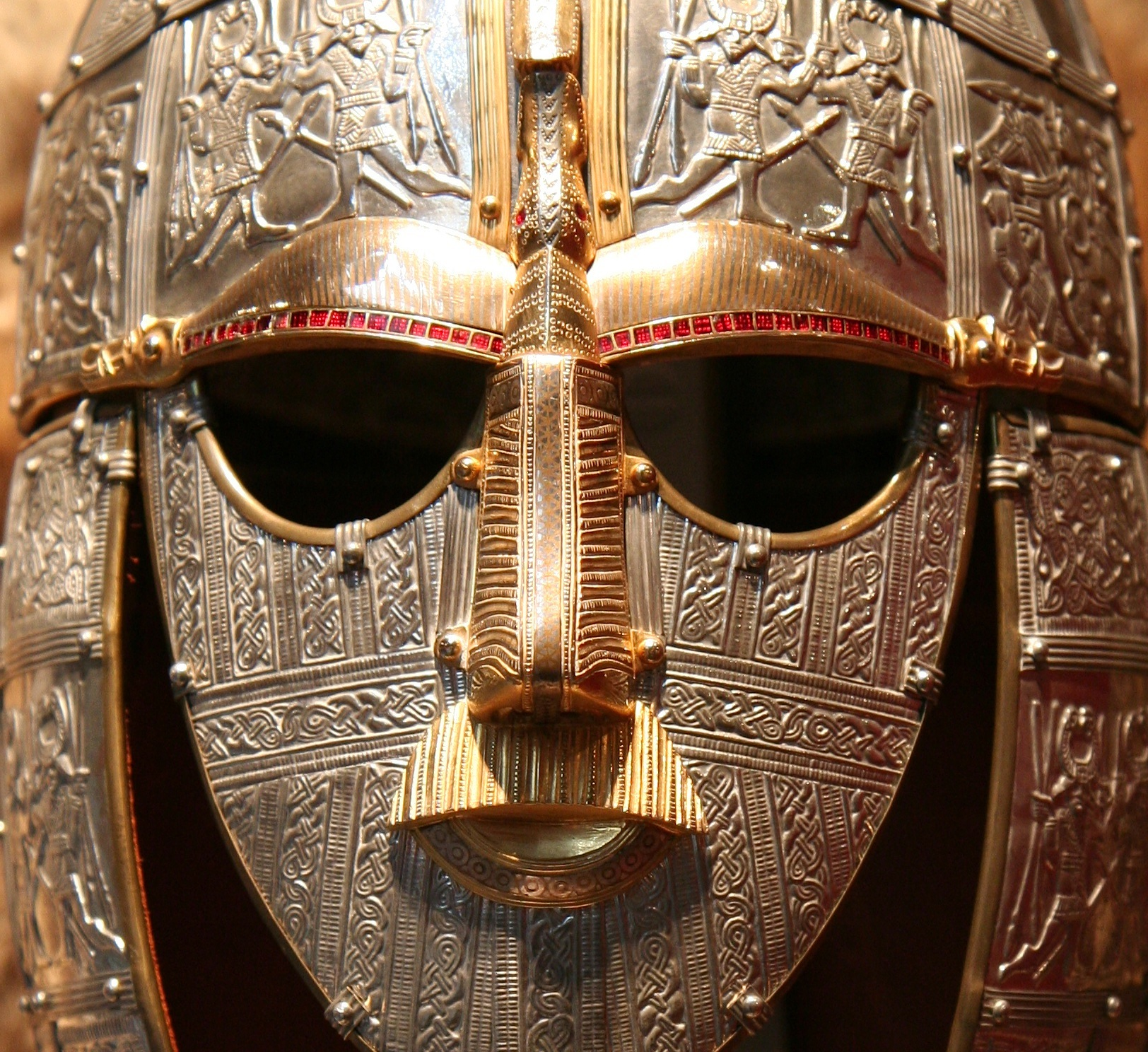
Réplique/reconstitution du casque de Sutton Hoo.

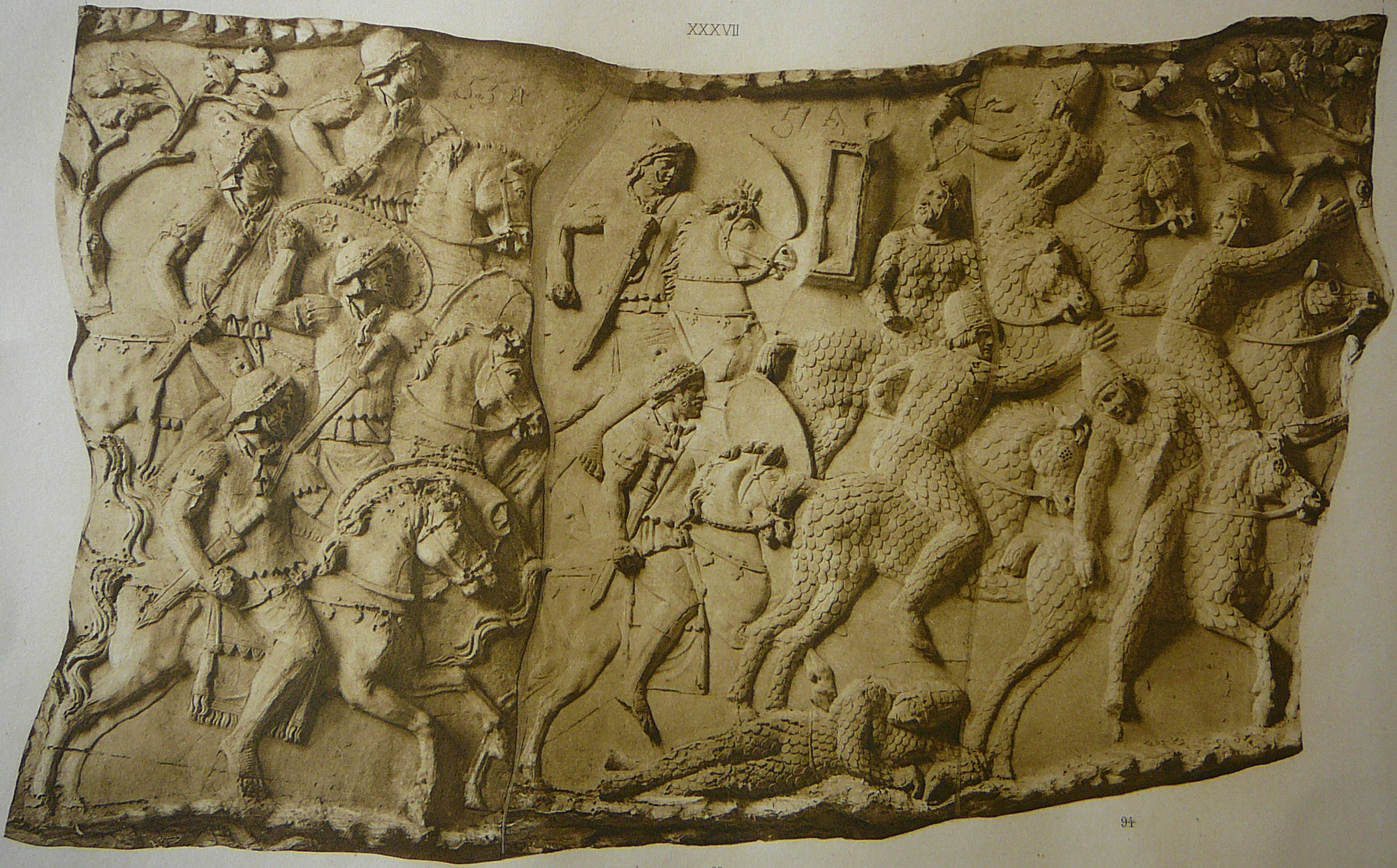
Détail de la Colonne de Trajan : mêlée de cavaleries romaine et sarmate.
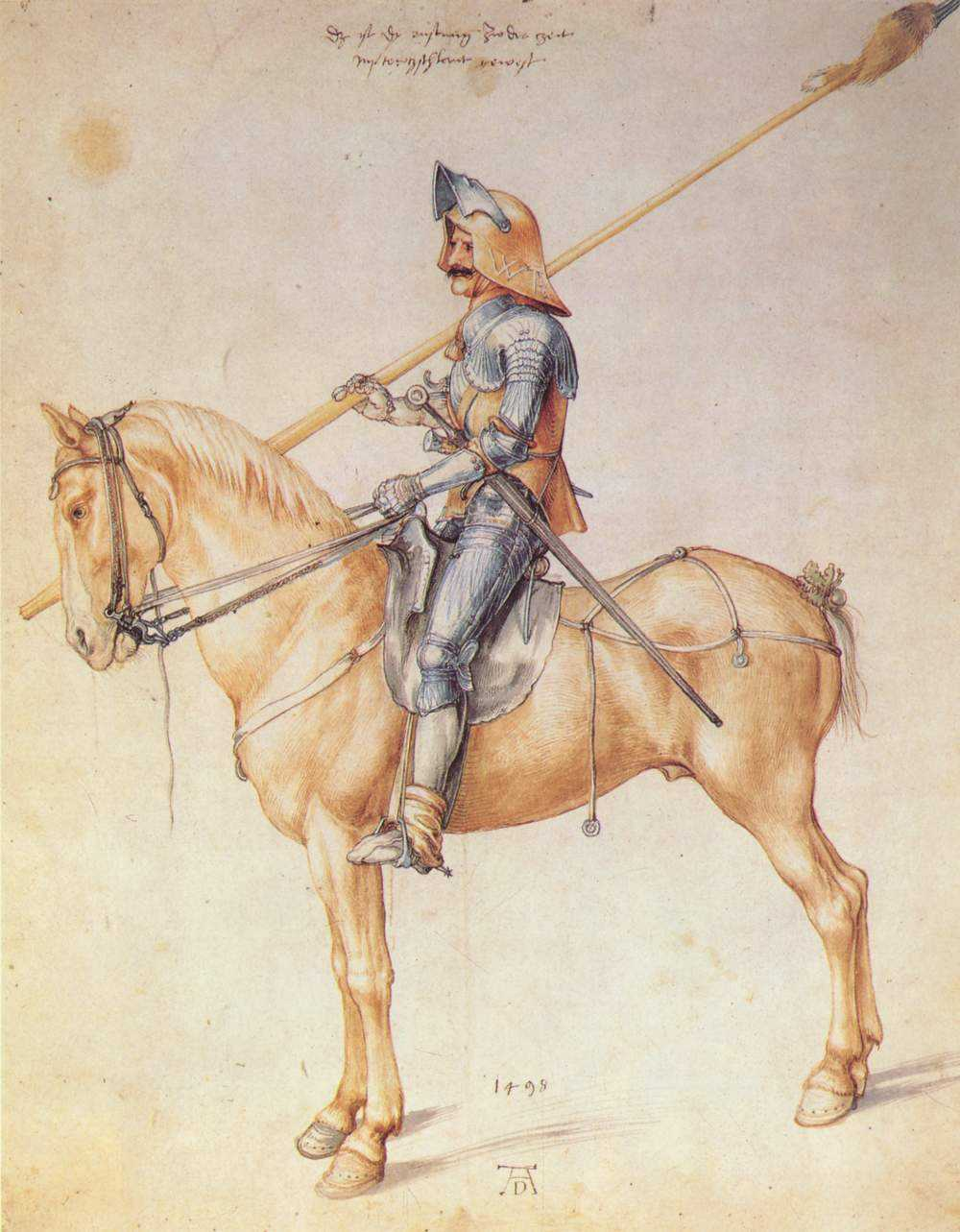
Aquarelle d'Albrecht Dürer représentant un cavalier au début de la Renaissance (1495).
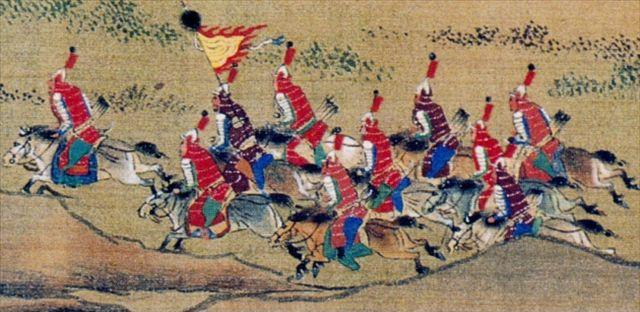
Cavalerie chinoise de l'époque Ming d'après un rouleau peint vers 1500.
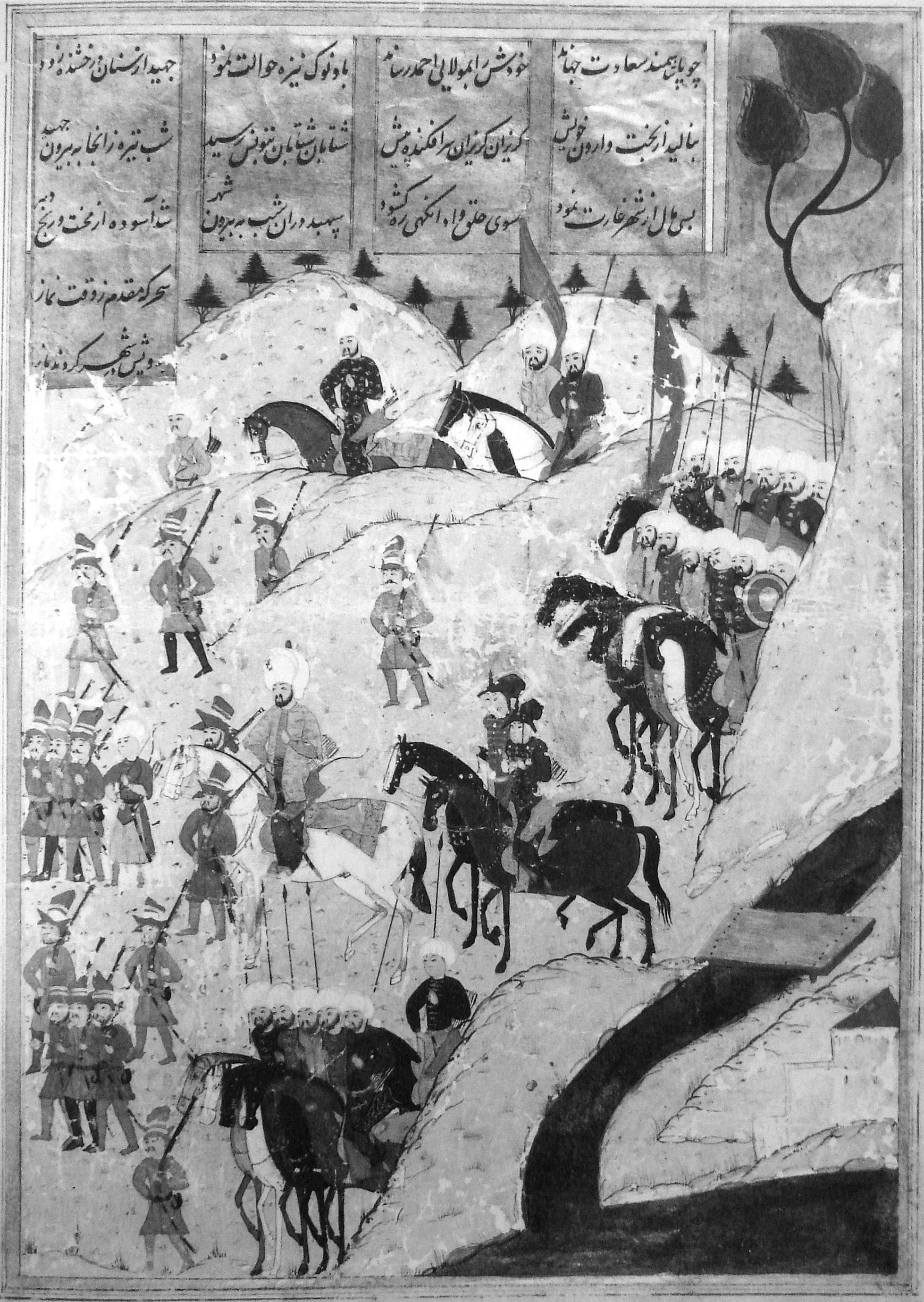
Ancien manuscrit turc (1581) représentant les troupes ottomanes à la bataille de Tunis.

### Peintres militaires

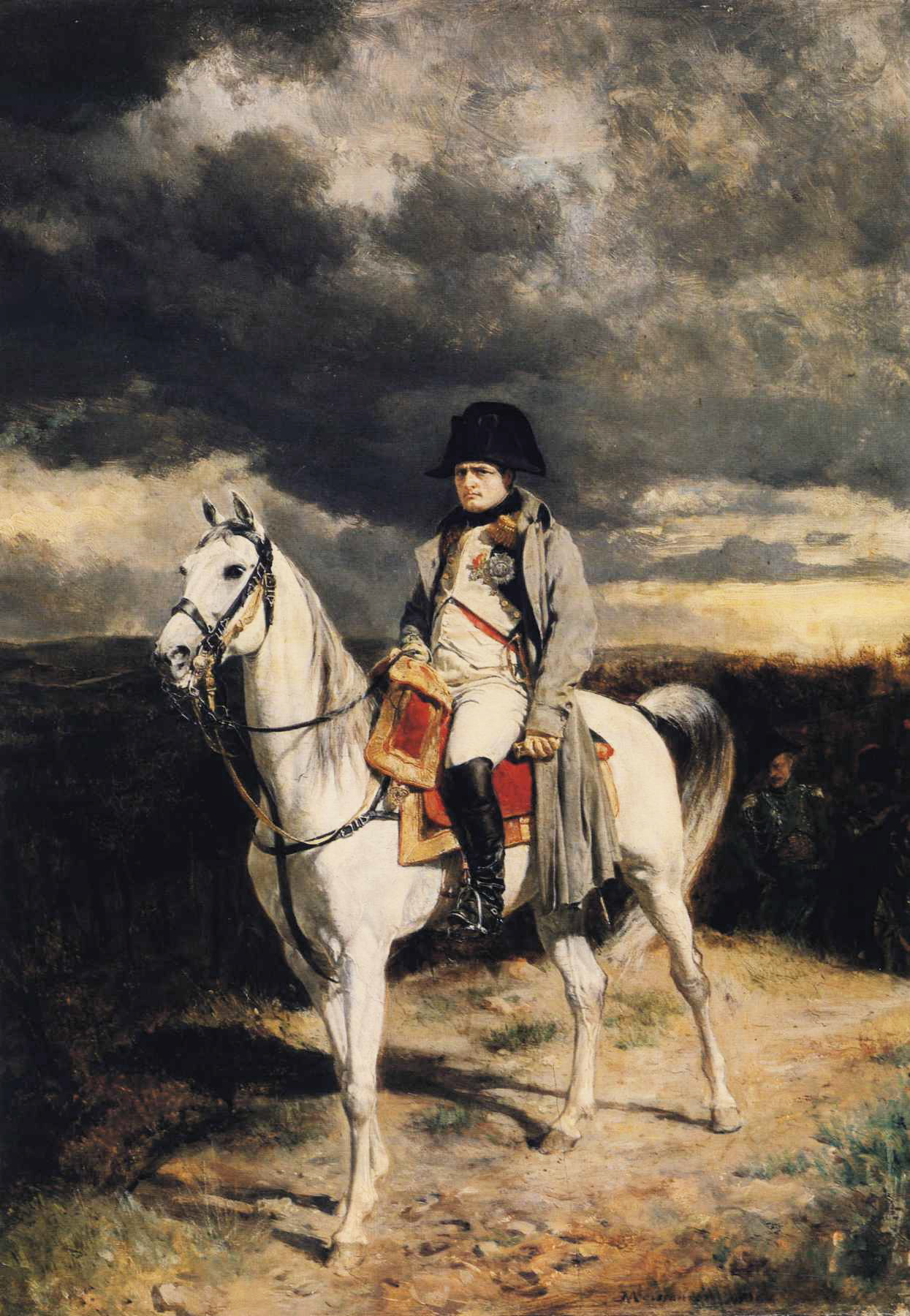
Napoléon Ier en 1814 par Ernest Meissonier.
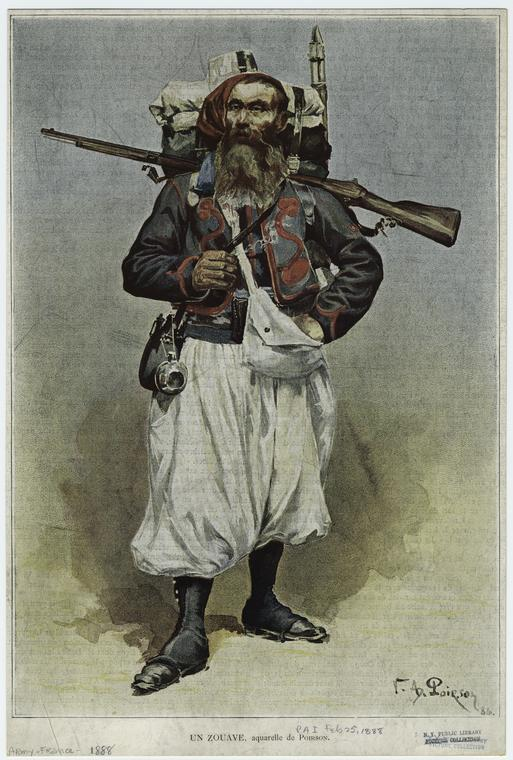
Zouave français, aquarelle de Victor Armand Poirson, 1886.
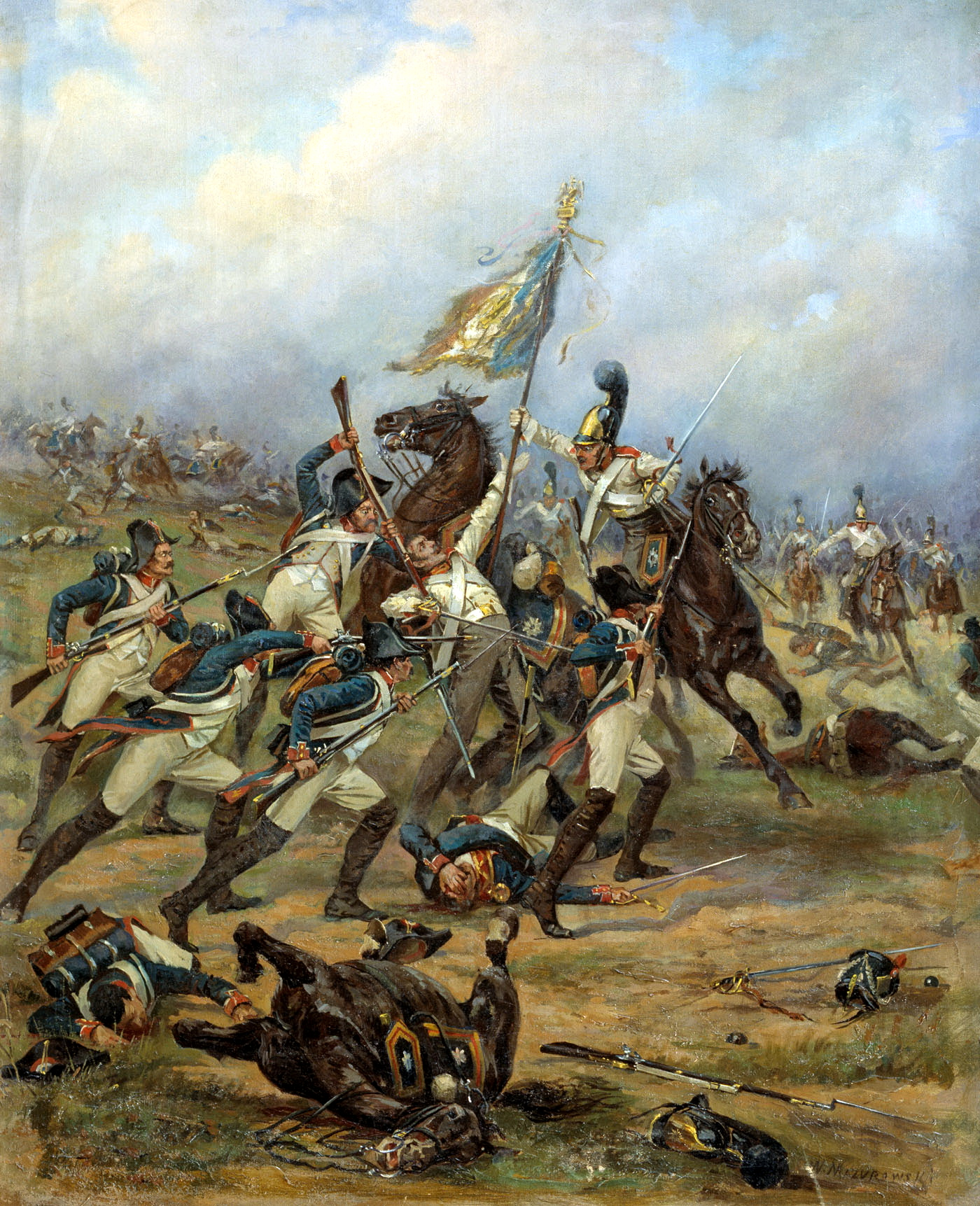
Combat pour le drapeau, huile sur toile (1910-12) du peintre russe Viktor Mazurovsky (en).
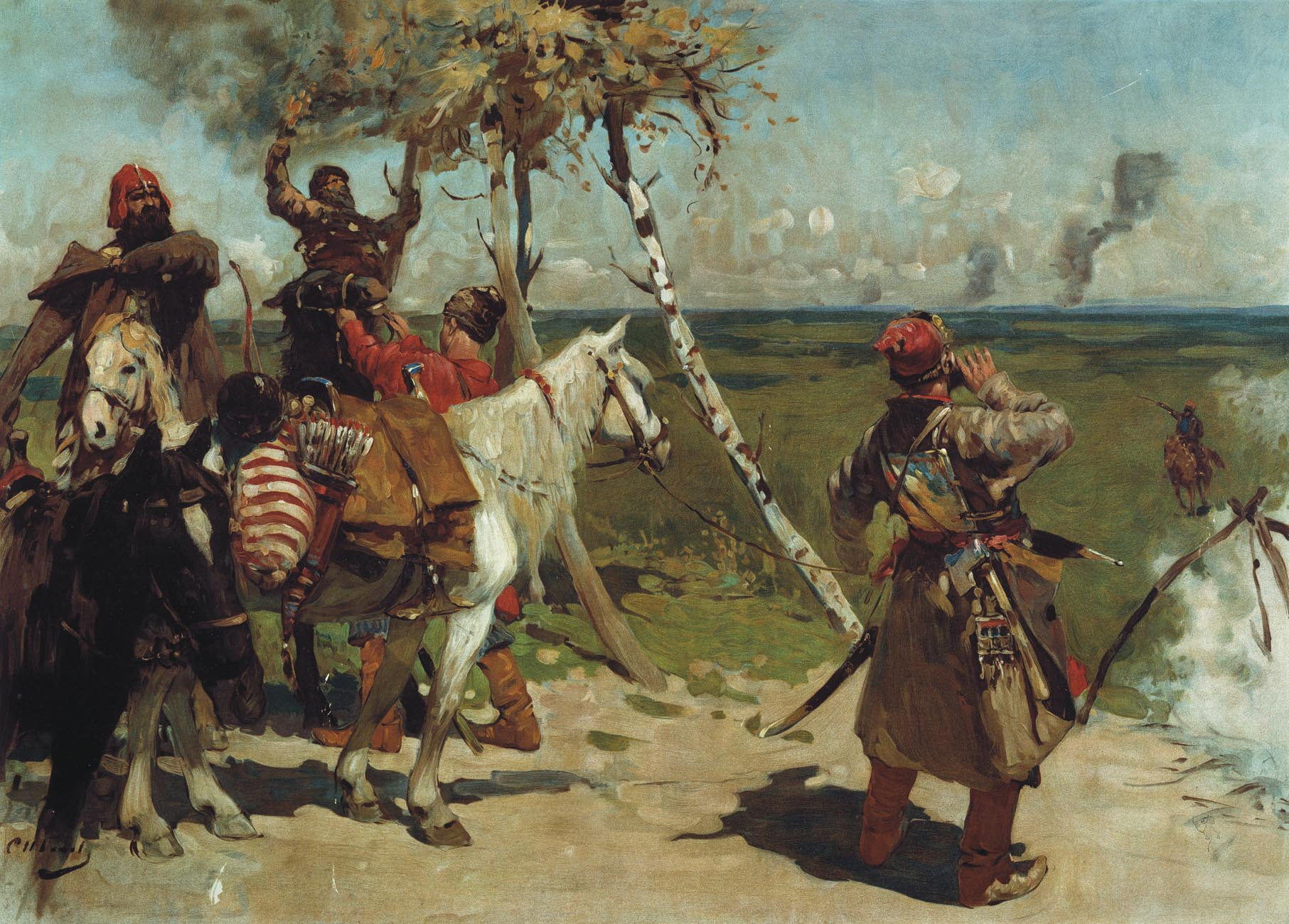
Cavaliers cosaques par le peintre russe Sergei Ivanov (1864-1910).

### Photographies et cartes postales anciennes

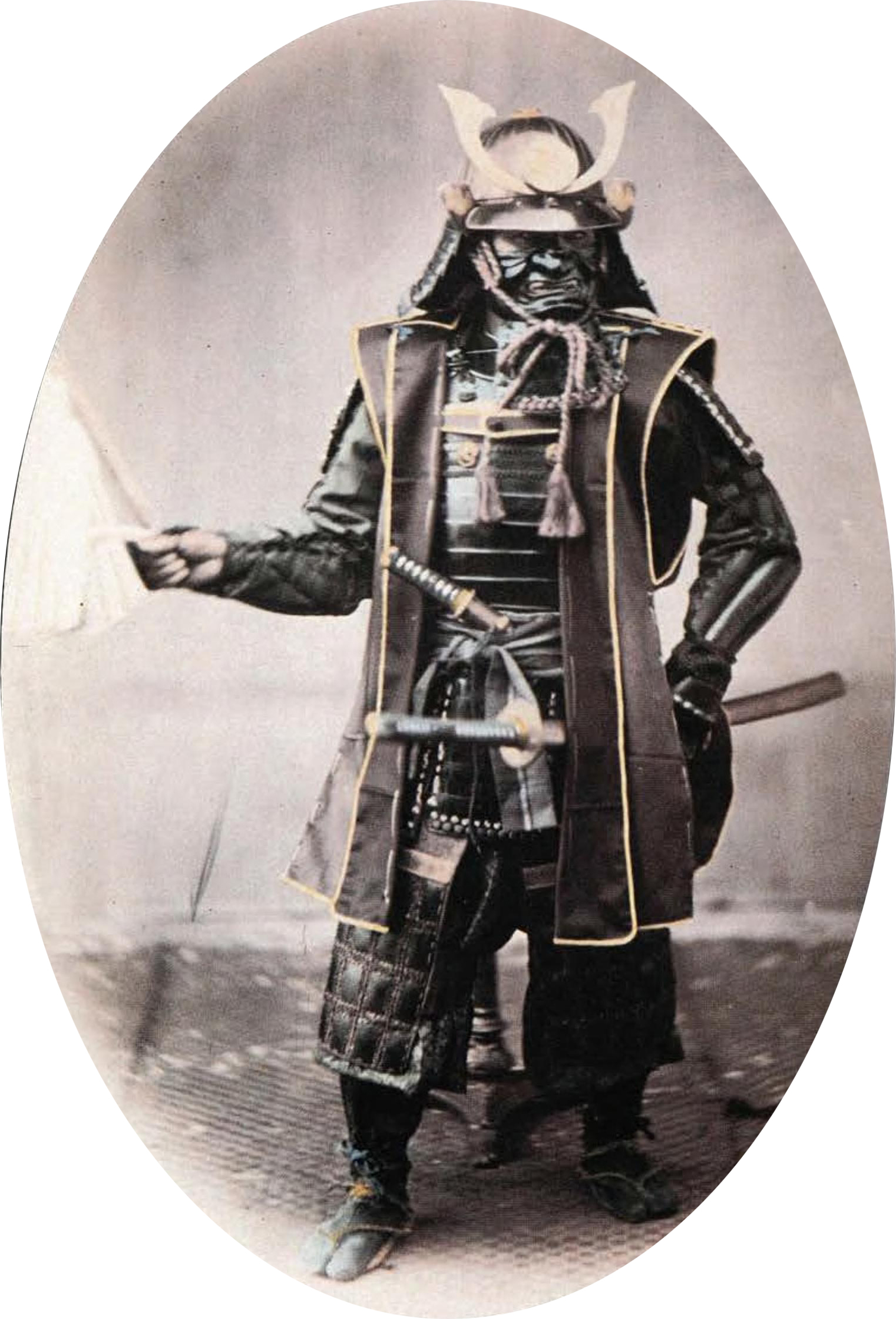
Un samouraï de l'Ère Meiji : photographie de la fin du XIXe siècle.
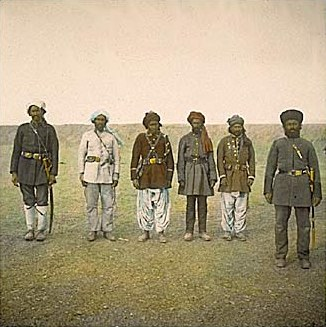
Mohamed Yusef et sa garde Ameer à Chaman en Afghanistan, sur la frontière avec le Baloutchistan (1895).
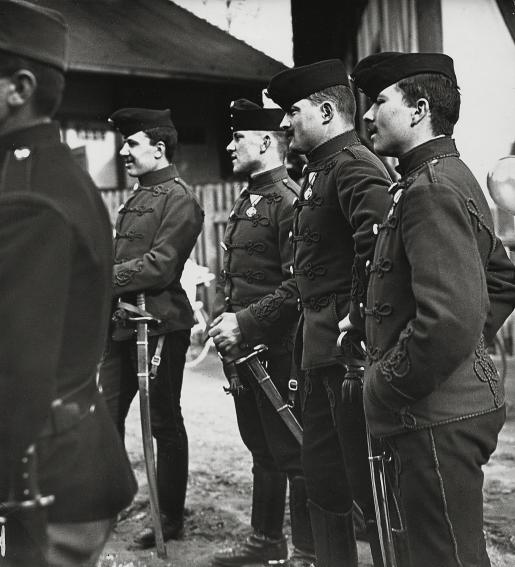
Des membres d'un régiment de hussards au Prater de Vienne en Autriche, photographiés par Emil Mayer entre 1905 et 1914.
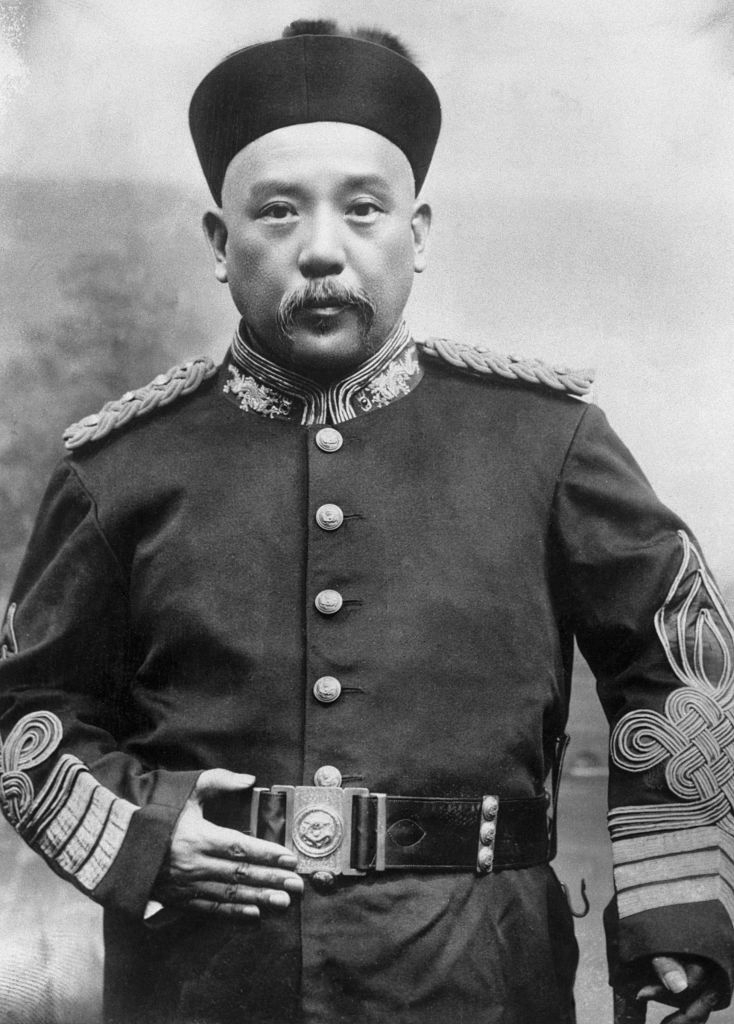
Yuan Shikai (1859-1916), président de la République de Chine de 1912 à 1915, en grand uniforme de généralissime.
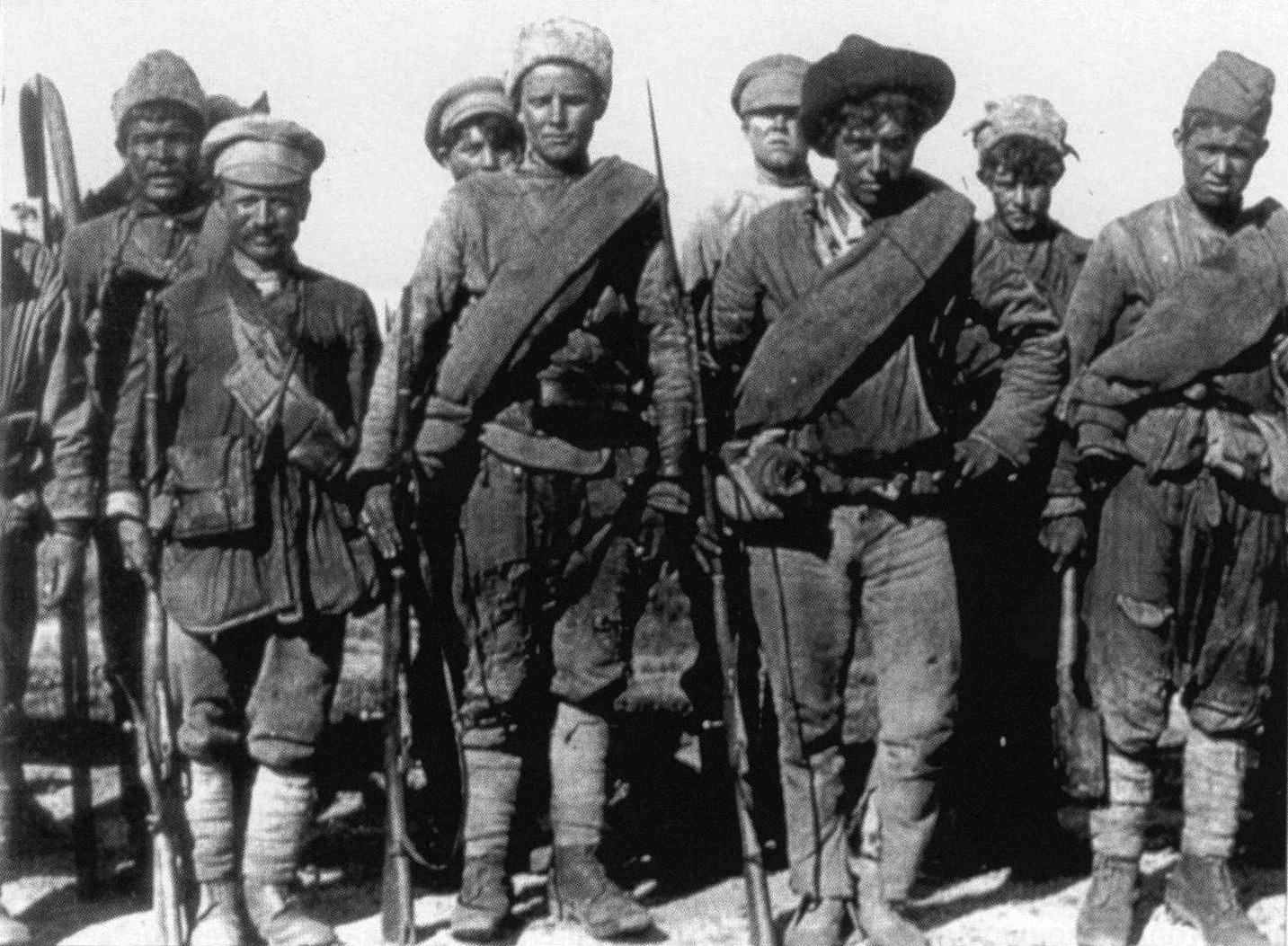
Soldats de l'Armée blanche de l'amiral Koltchak - Guerre civile russe 1919.

### Études uniformologiques

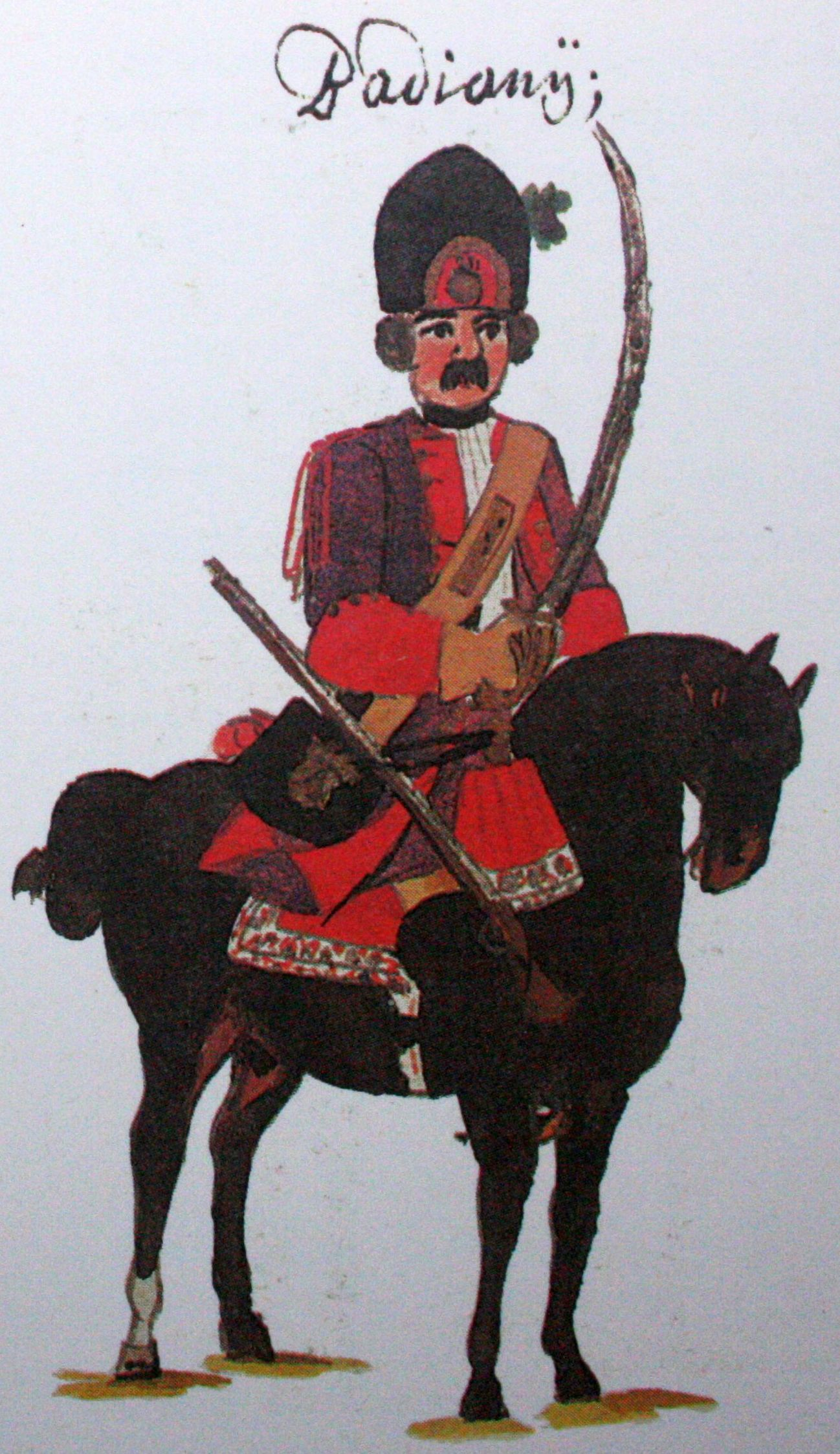
Reiter, Husaren und Grenadiere: Die Uniformen der Kaiserlichen Armee am Rhein 1734 Manuscrit de Philipp Franz Freiherrn von Gudenus (1710-1783).
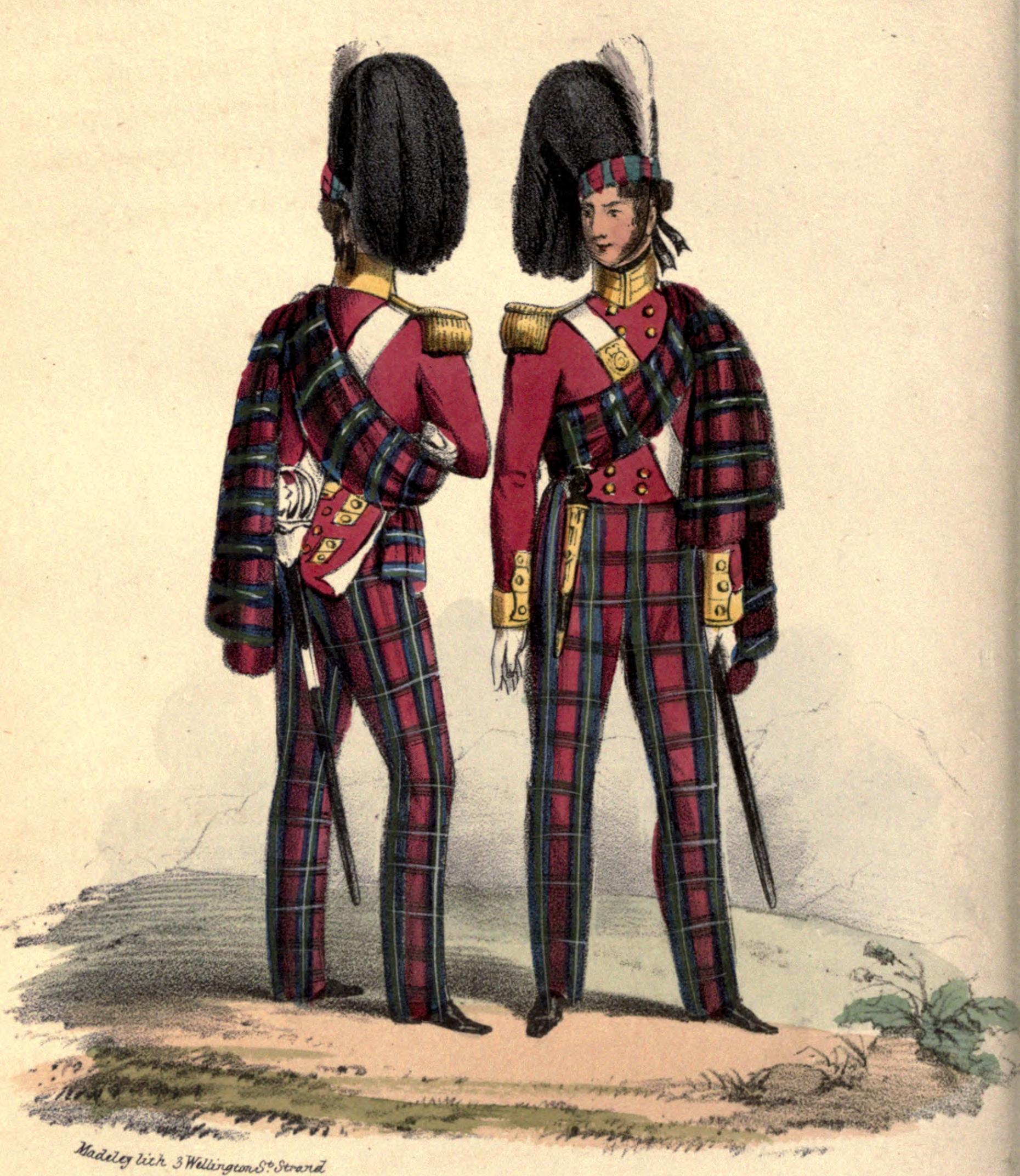
72nd Regiment of Foot, armée britannique, The Duke of Albany's Own Highlander, c. 1845 (gravure de 1848)
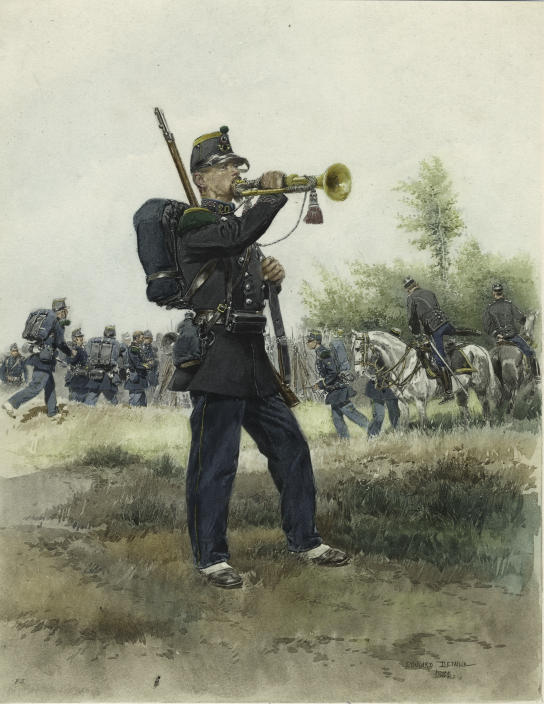
Trompette de chasseur à pied en 1885. Illustration d'Édouard Detaille pour son ouvrage  Histoire illustrée de l'Armée française, 1790-1885 publié en 1885.
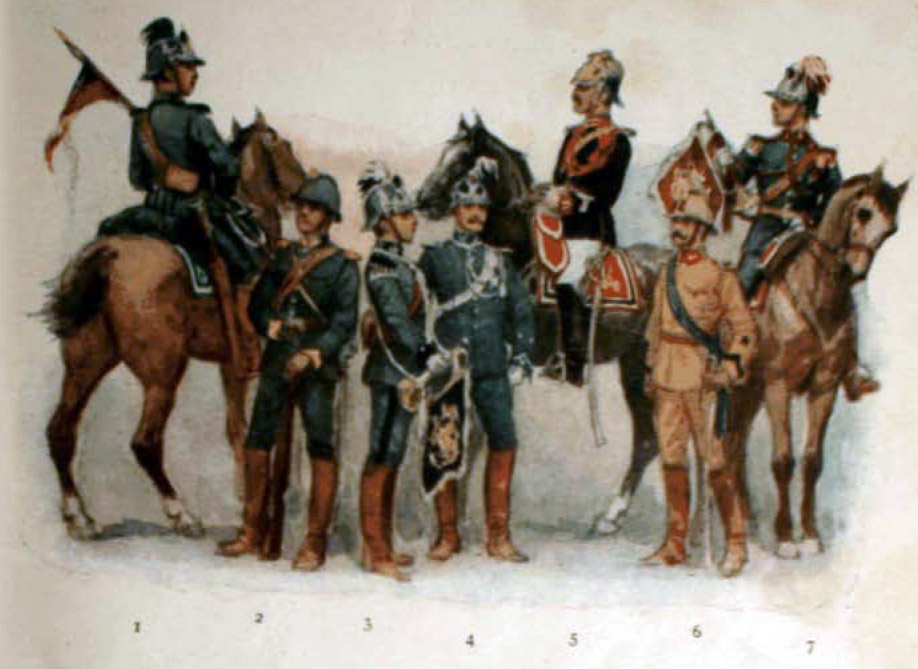
Cavalerie chilienne, 1913.

### Militaria et collections muséales

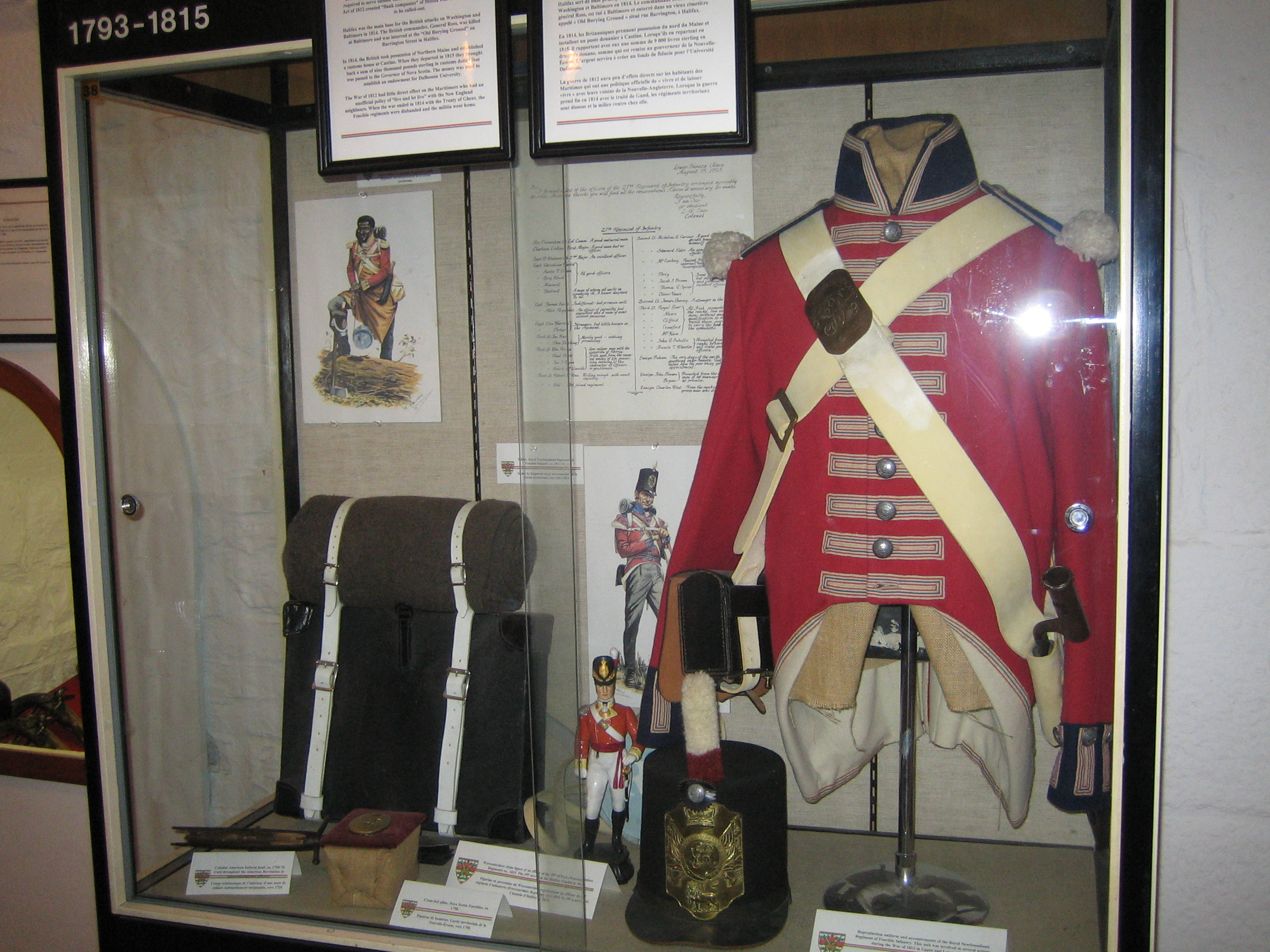
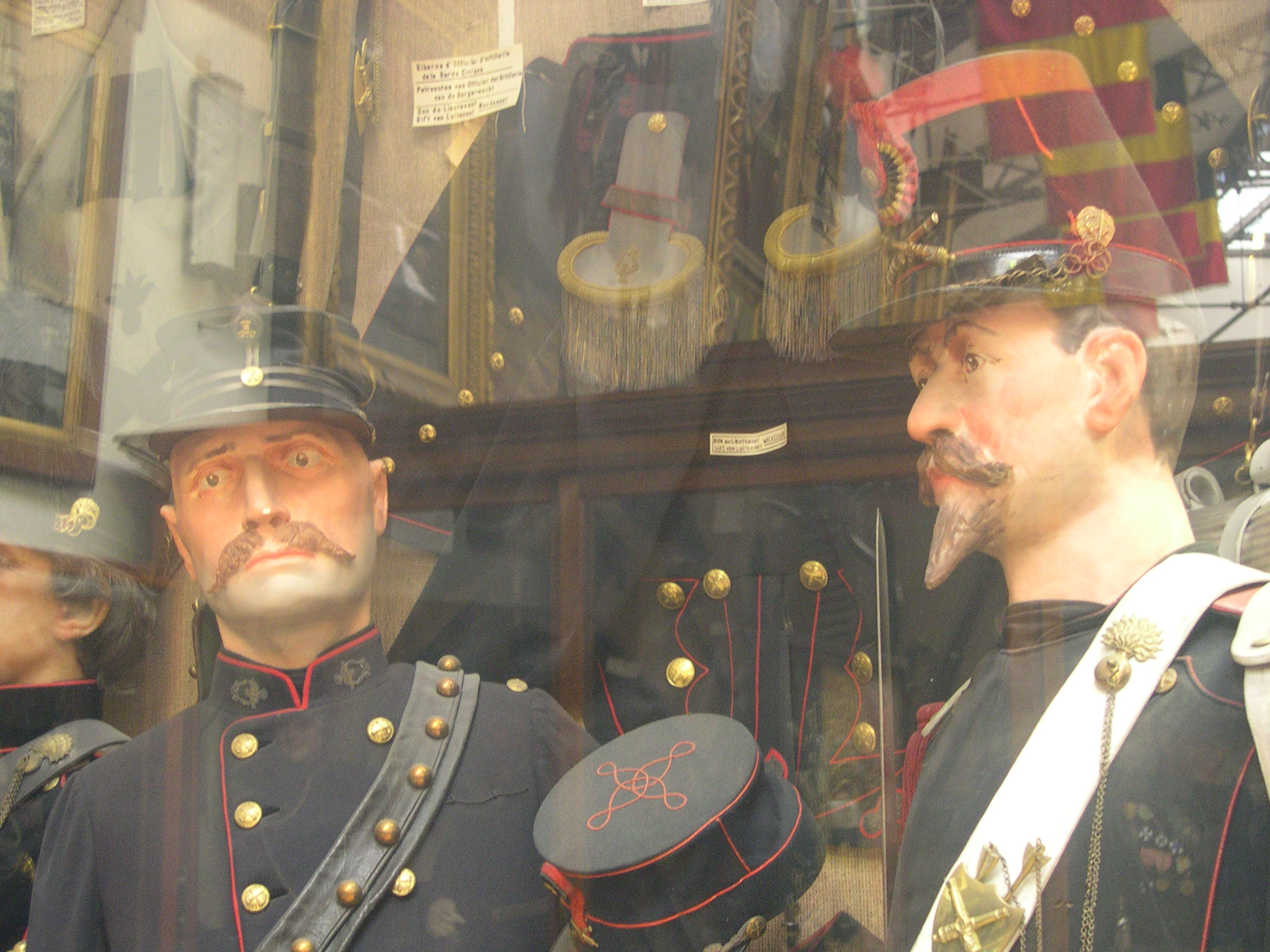
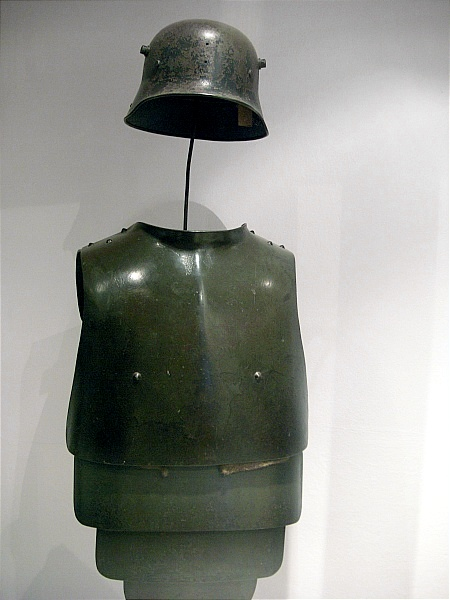
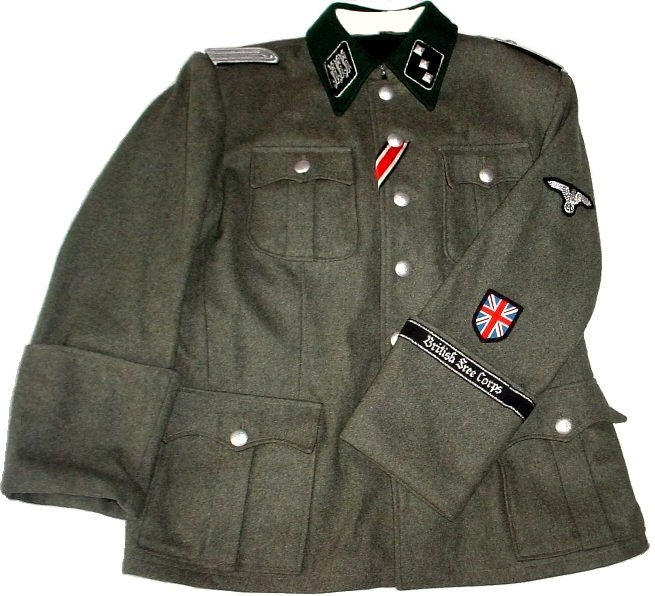
Tunique modèle 1936 d'un membre du SS-British Free Corps.

### Reconstitution uniformologique

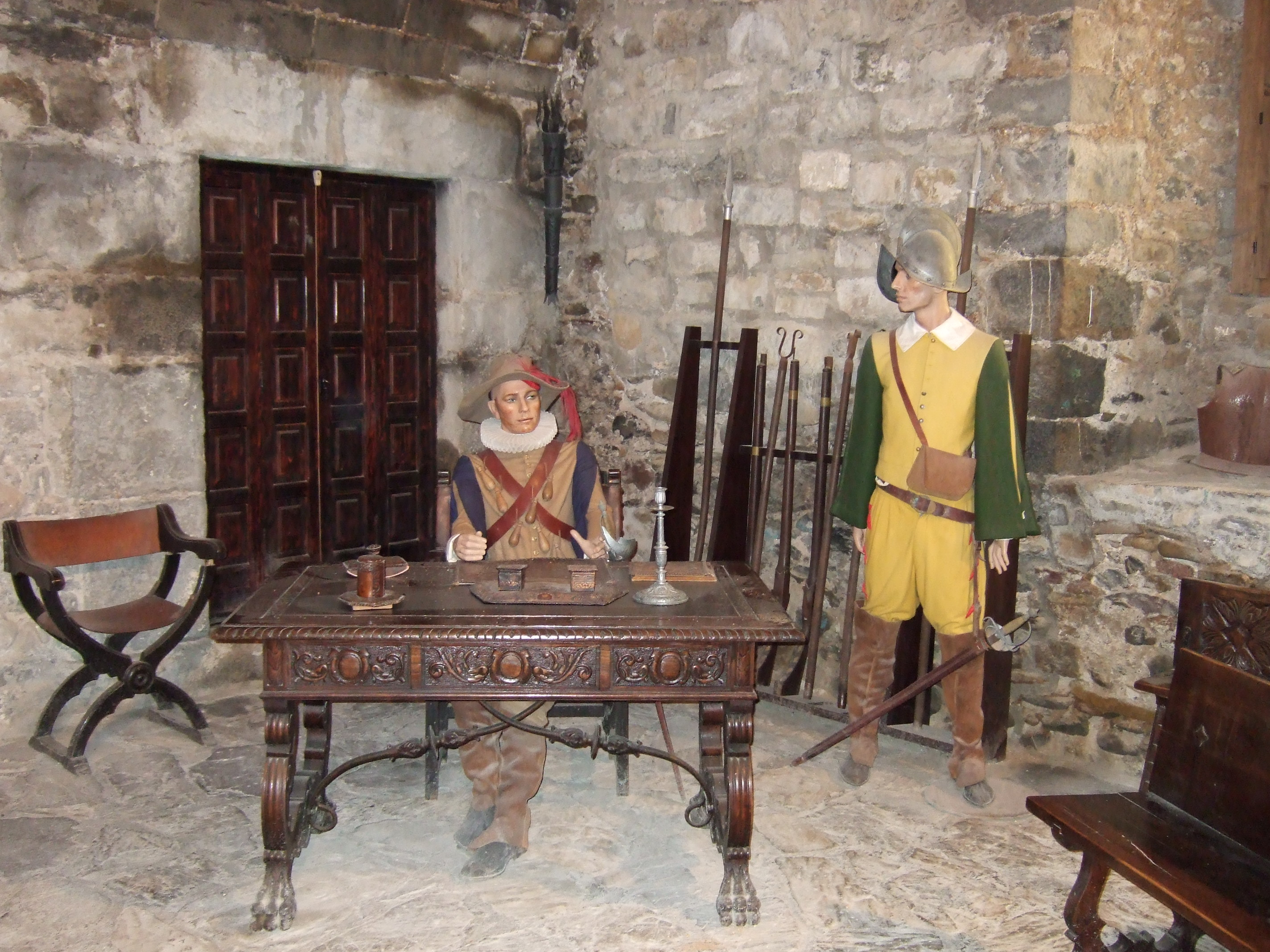
Reconstitution d'une salle de garde au château de San Pedro (Espagne) avec des pièces d'époque.
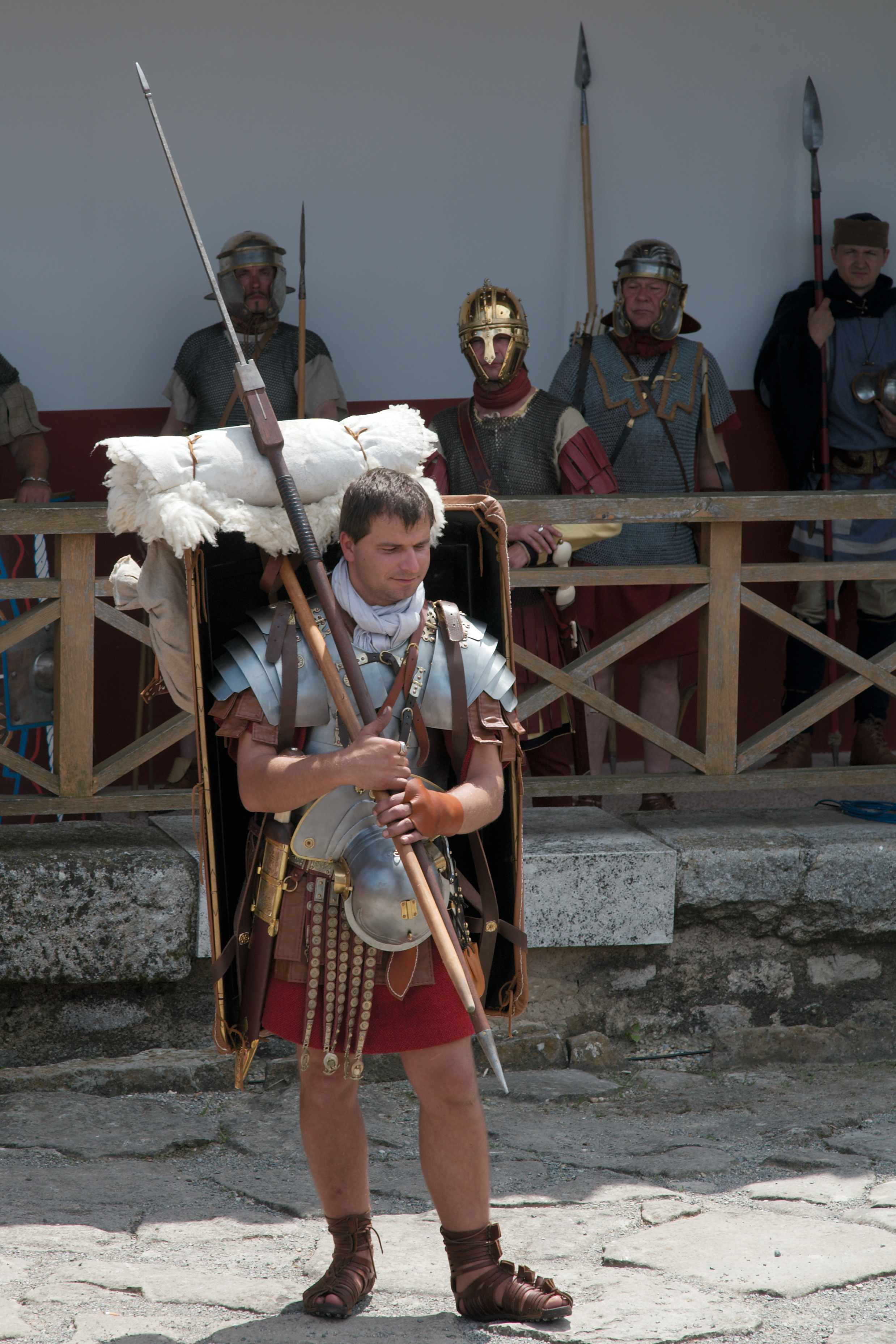
Groupe de reconstitution de la Légion romaine.
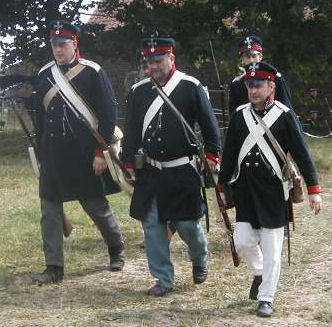
Reconstitution d'uniformes de la Landwehr prussienne de l'époque napoléonienne.
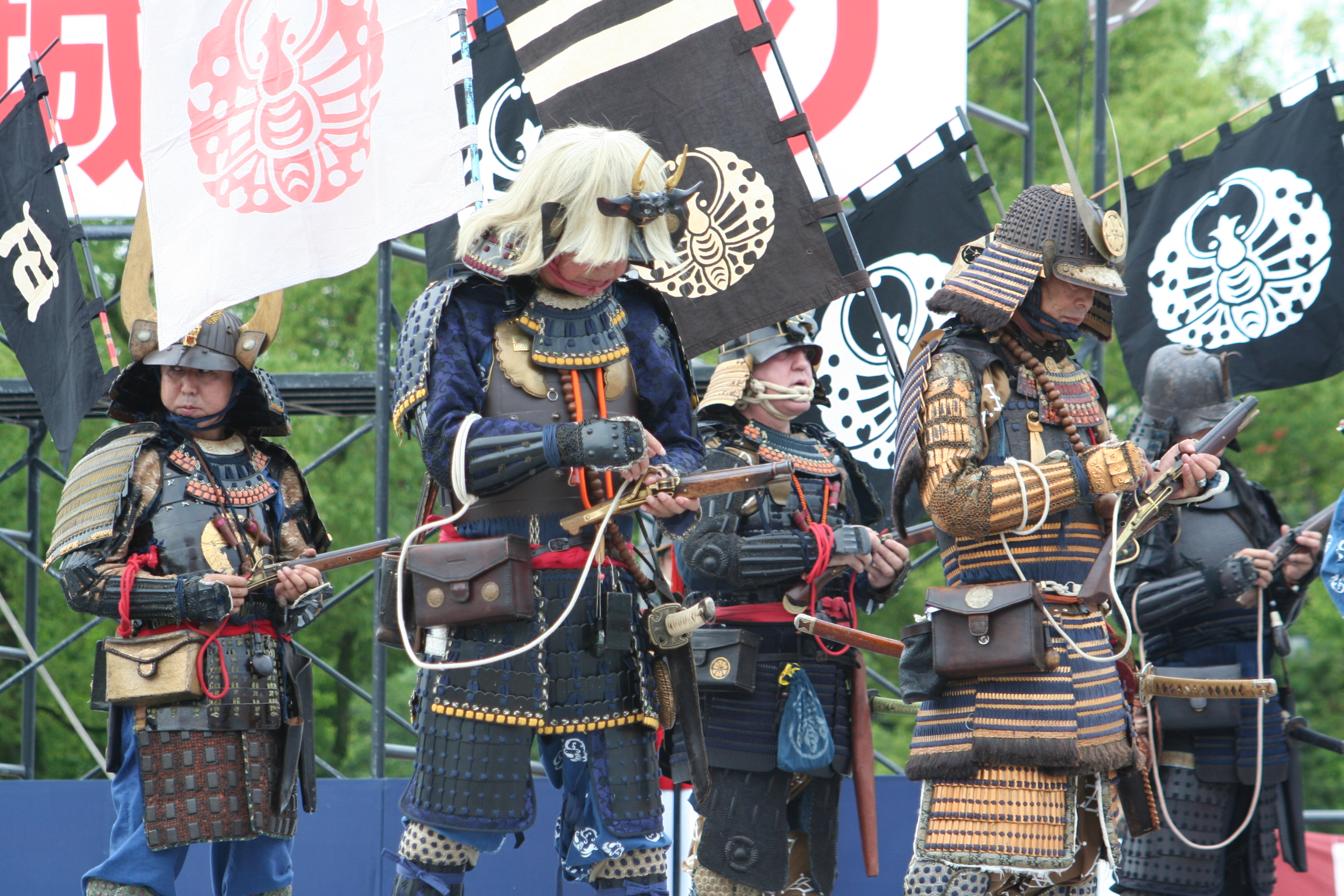
Reconstitution historique au Japon.

### Uniformologie contemporaine

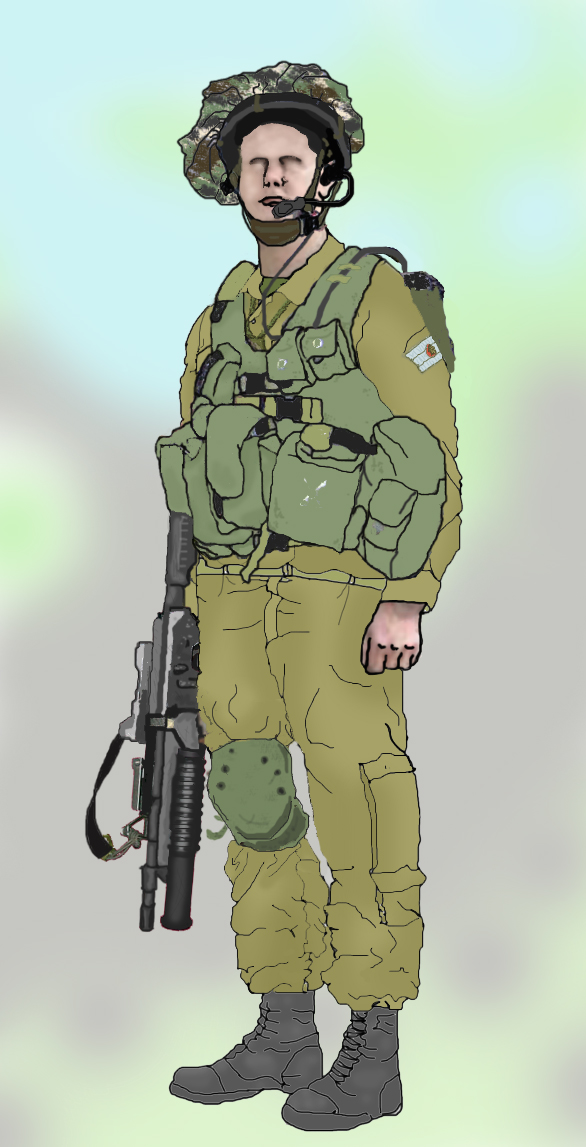
Illustration infographique de la tenue de combat d'un membre de la brigade de combat israélienne Golani.
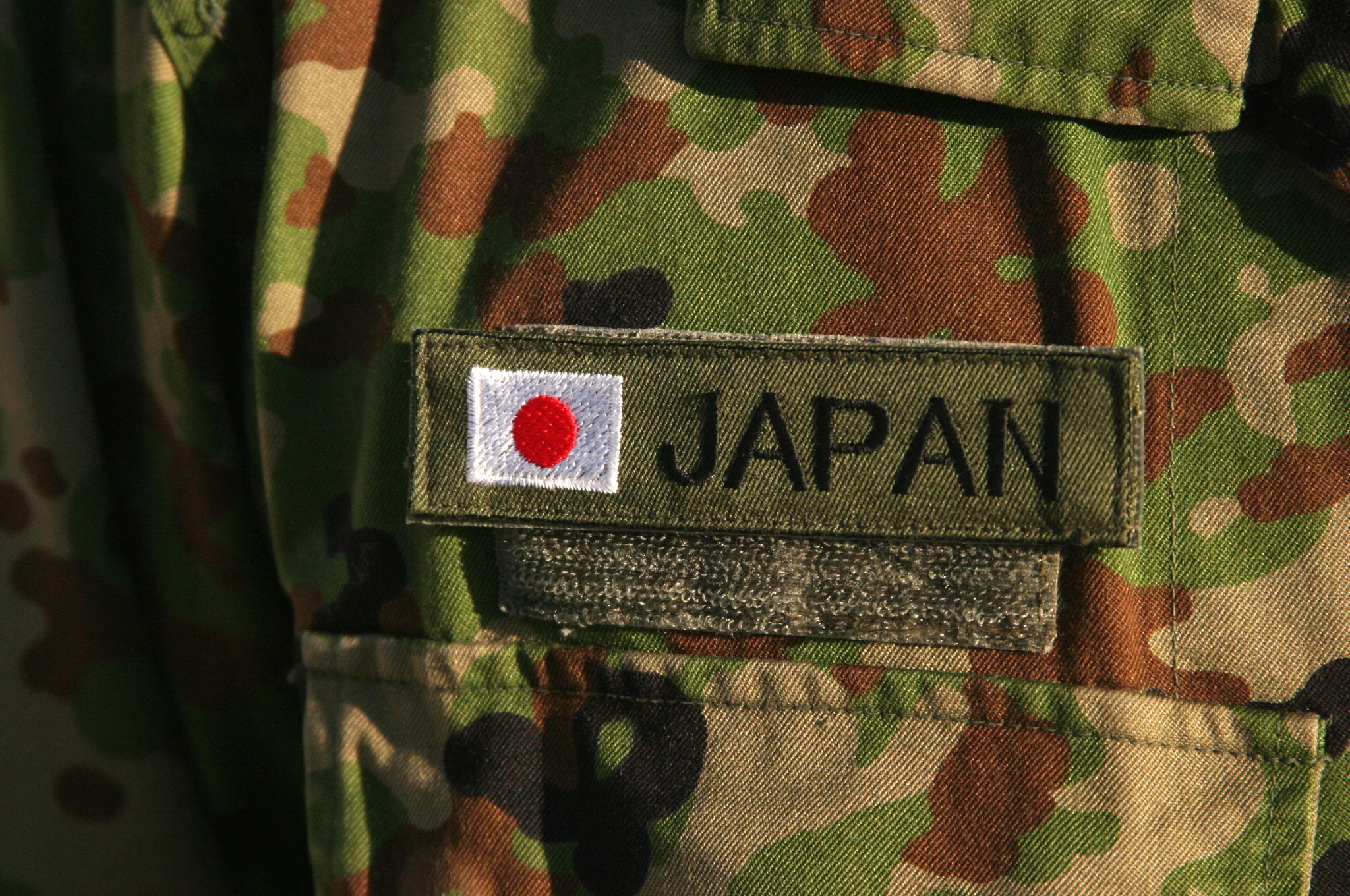
Détail de l'insigne de manche des Forces d'autodéfense japonaises.
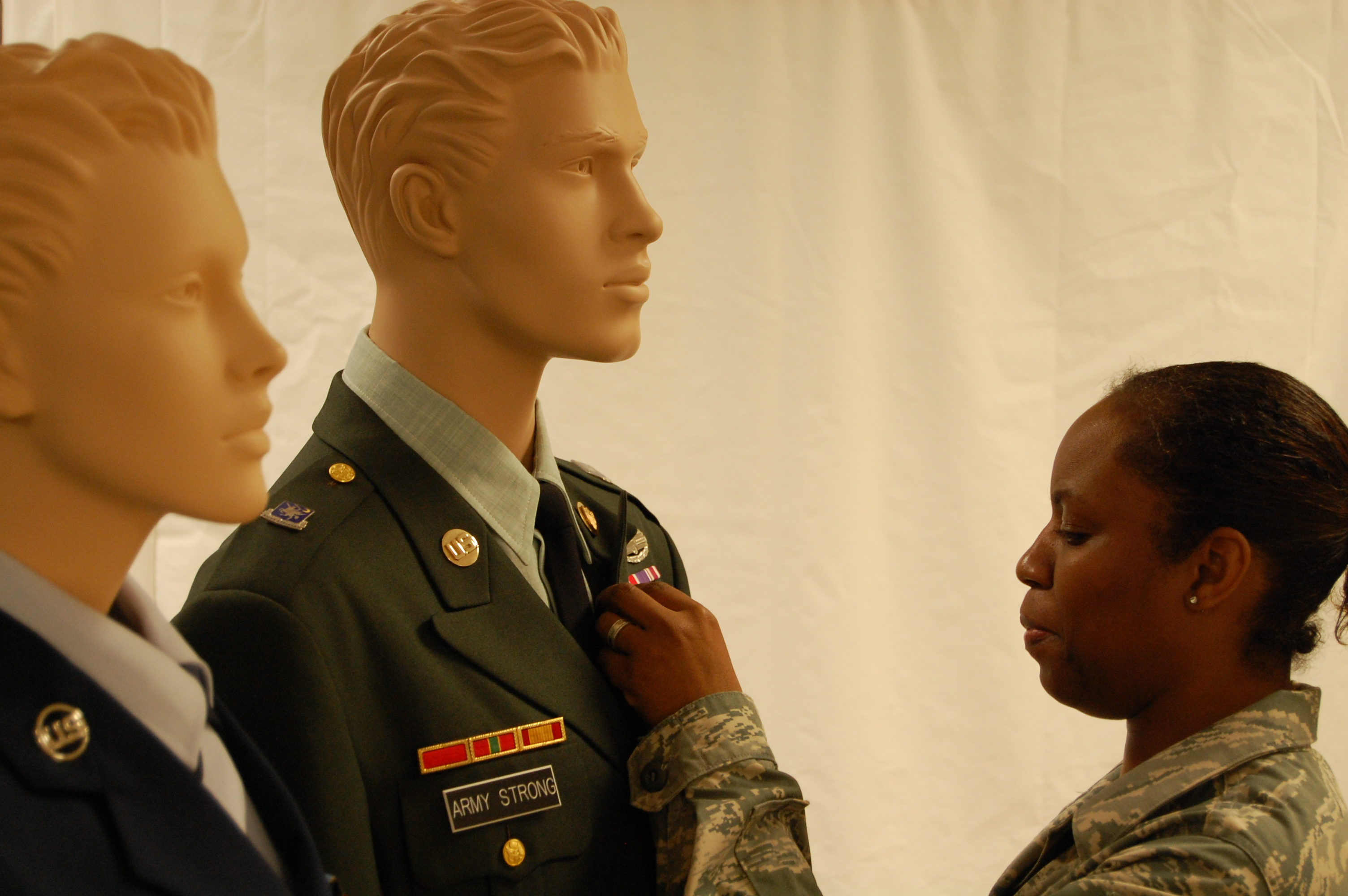
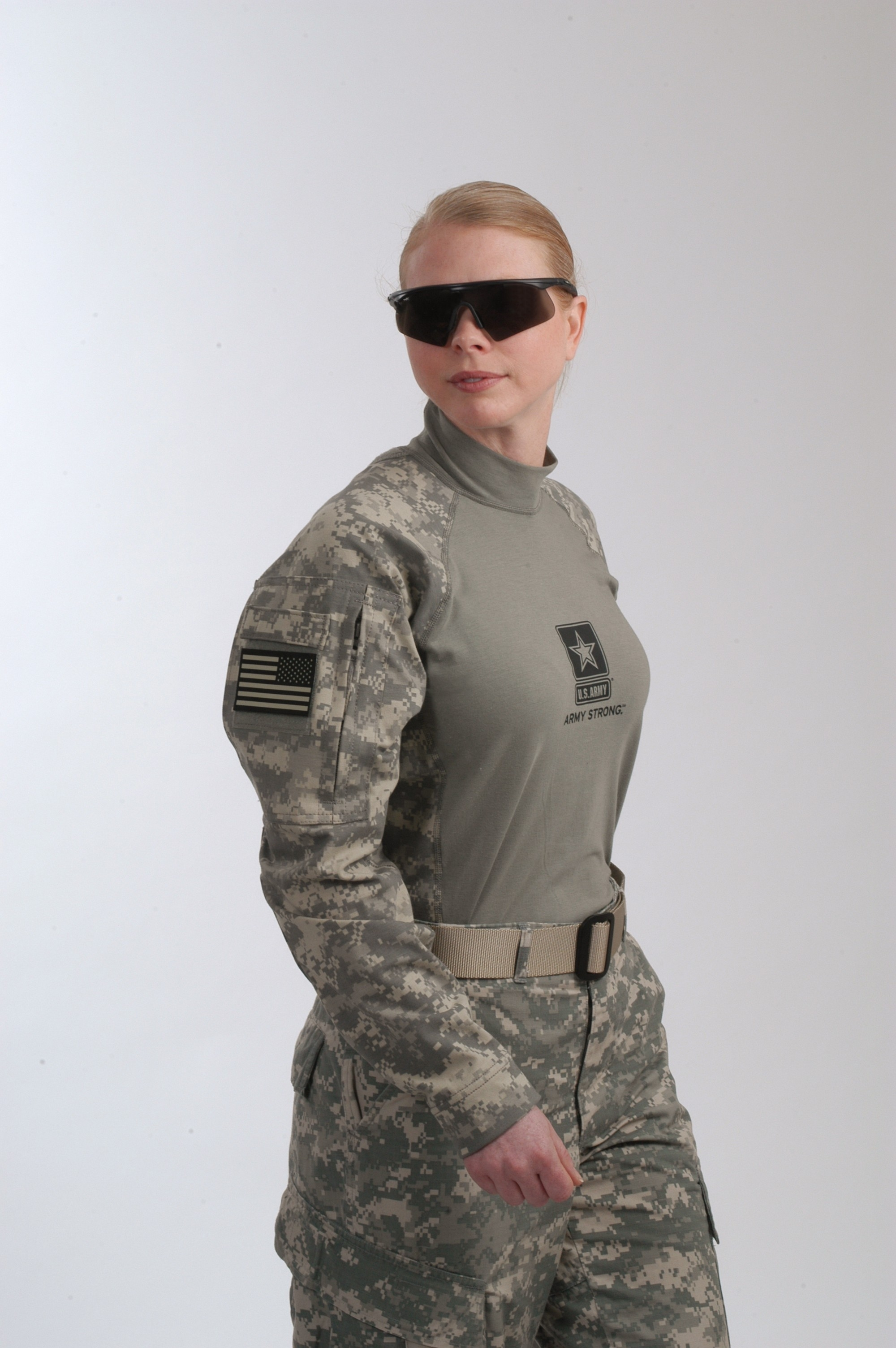
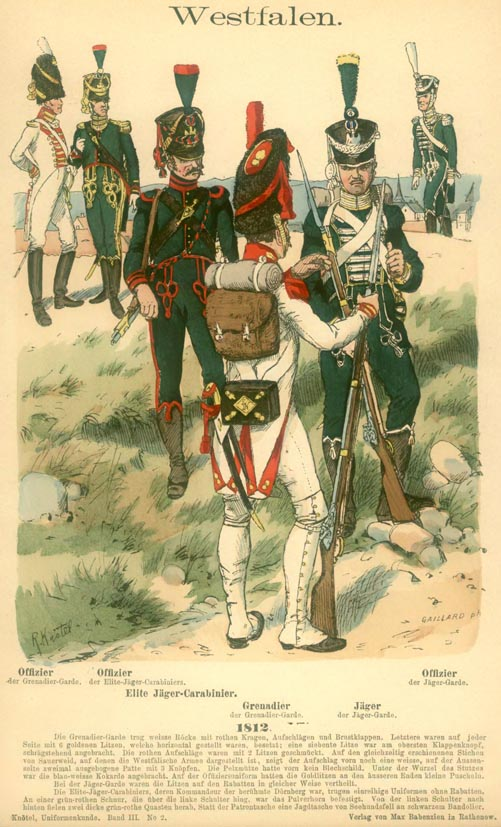
Westphalie, infanterie de la garde (Knötel)
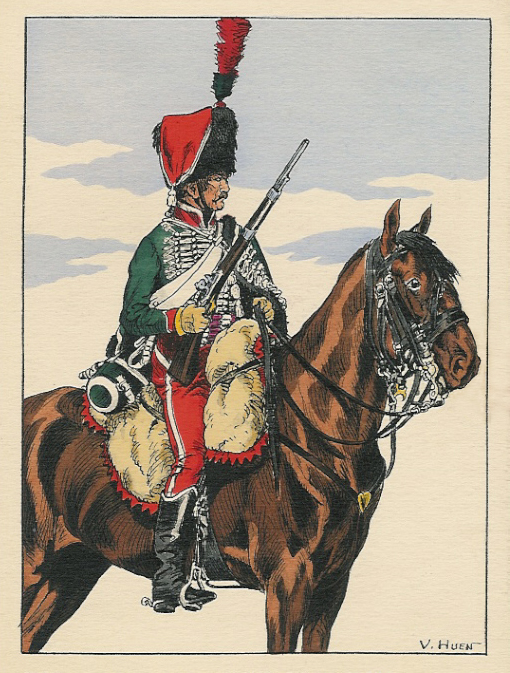
Type de planche uniformologique (8e Hussards - 1804) de V. Huen.